# Incontro Internazionale dei Partiti Comunisti e Operai
L'Incontro Internazionale dei Partiti Comunisti e Operai (in inglese International Meeting of Communist & Workers' Parties, IMCWP), conosciuto anche come Solidnet (da "Solidarity network"), è un appuntamento annuale di partiti comunisti e operai provenienti da tutto il mondo.
Dopo la fondazione avvenuta nel maggio 1998, il primo incontro si effettuò ad Atene tra il 22 e il 24 maggio 1999.
Nel dicembre 2009 è stata decisa la creazione di una rivista annuale, denominata "Rivista Comunista Internazionale", che è pubblicata in inglese, spagnolo, francese, italiano, tedesco, portoghese, russo e greco.

Paesi i cui partiti comunisti hanno preso parte all'Incontro Internazionale almeno una volta.

## Incontri

### 23º incontro, Smirne 2023
Il 23º incontro è stato organizzato nella città di Smirne dal Partito Comunista di Turchia.
| Stato              | Partito                                       |
| ------------------ | --------------------------------------------- |
| Australia          | Partito Comunista d'Australia                 |
| Austria            | Partito del Lavoro d'Austria                  |
| Azerbaigian        | Partito Comunista dell'Azerbaigian            |
| Bahrein            | Tribuna Progressista Democratica del Bahrein  |
| Bangladesh         | Partito Operaio del Bangladesh                |
| Belgio             | Partito Comunista del Belgio                  |
| Belgio             | Partito del Lavoro del Belgio                 |
| Bielorussia        | Partito Comunista della Bielorussia           |
| Brasile            | Partito Comunista Brasiliano                  |
| Brasile            | Partito Comunista del Brasile                 |
| Canada             | Partito Comunista del Canada                  |
| Cipro              | Partito Progressista dei Lavoratori           |
| Colombia           | Partito Comunista Colombiano                  |
| Corea del Nord     | Partito del Lavoro di Corea                   |
| Croazia            | Partito Sociaista dei Lavoratori di Coroazia  |
| Danimarca          | Partito Comunista di Danimarca                |
| El Salvador        | Partito Comunista del Salvador                |
| Finlandia          | Partito Comunista di Finlandia                |
| Georgia            | Partito Comunista Unificato della Georgia     |
| Germania           | Partito Comunista Tedesco                     |
| Grecia             | Partito Comunista di Grecia                   |
| India              | Partito Comunista d'India                     |
| India              | Partito Comunista d'India (Marxista)          |
| Iran               | Partito Iraniano del Tudeh                    |
| Iraq               | Partito Comunista Iracheno                    |
| Iraq               | Partito Comunista del Kurdistan - Iraq        |
| Irlanda            | Partito dei Lavoratori                        |
| Irlanda            | Partito Comunista d'Irlanda                   |
| Italia             | Partito Comunista                             |
| Kazakistan         | Movimento Socialista del Kazakistan           |
| Lettonia           | Partito Socialista di Lettonia                |
| Libano             | Partito Comunista Libanese                    |
| Lussemburgo        | Partito Comunista del Lussemburgo             |
| Macedonia del Nord | Partito Comunista di Macedonia                |
| Messico            | Partito Comunista del Messico                 |
| Messico            | Partito Popolare Socialista                   |
| Norvegia           | Partito Comunista di Norvegia                 |
| Paraguay           | Partito Comunista Paraguaiano                 |
| Paesi Bassi        | Nuovo Partito Comunista dei Paesi Bassi       |
| Pakistan           | Partito Comunista del Pakistan                |
| Palestina          | Partito Comunista Palestinese                 |
| Perù               | Partito Comunista Peruviano                   |
| Portogallo         | Partito Comunista Portoghese                  |
| Regno Unito        | Partito Comunista Britannico                  |
| Rep. Ceca          | Partito Comunista di Boemia e Moravia         |
| Russia             | Partito Comunista della Federazione Russa     |
| Russia             | Partito Comunista Operaio Russo               |
| Serbia             | Nuovo Partito Comunista di Jugoslavia         |
| Siria              | Partito Comunista Siriano Unificato           |
| Spagna             | Partito Comunista di Spagna                   |
| Spagna             | Partito Comunista dei Popoli di Spagna        |
| Spagna             | Partito Comunista Operaio Spagnolo            |
| Spagna             | Comunisti di Catalogna                        |
| Sri Lanka          | Partito Comunista dello Sri Lanka             |
| Stati Uniti        | Partito Comunista degli Stati Uniti d'America |
| Sudafrica          | Partito Comunista Sudafricano                 |
| Sudan              | Partito Comunista Sudanese                    |
| Svezia             | Partito Comunista di Svezia                   |
| Svizzera           | Partito Comunista Svizzero                    |
| Svizzera           | Partito Comunista                             |
| Turchia            | Partito Comunista di Turchia                  |
| Ucraina            | Unione dei Comunisti d'Ucraina                |
| Ungheria           | Partito Operaio Ungherese                     |
| Uruguay            | Partito Comunista dell'Uruguay                |
| Venezuela          | Partito Comunista del Venezuela               |
| Vietnam            | Partito Comunista del Vietnam                 |

### 22º incontro, L'Avana 2022
Il 22º incontro, organizzato dal Partito Comunista di Cuba e tenutosi all'Avana, è stato il primo dopo lo scoppio della pandemia di Covid-19.
| Stato          | Partito                                            |
| -------------- | -------------------------------------------------- |
| Algeria        | Partito Algerino per la Democrazia e il Socialismo |
| Australia      | Partito Comunista d'Australia                      |
| Austria        | Partito del Lavoro d'Austria                       |
| Azerbaigian    | Partito Comunista dell'Azerbaigian                 |
| Bangladesh     | Partito Operaio del Bangladesh                     |
| Belgio         | Partito Comunista del Belgio                       |
| Brasile        | Partito Comunista Brasiliano                       |
| Brasile        | Partito Comunista del Brasile                      |
| Canada         | Partito Comunista del Canada                       |
| Corea del Nord | Partito del Lavoro di Corea                        |
| Cuba           | Partito Comunista di Cuba                          |
| Danimarca      | Partito Comunista di Danimarca                     |
| Danimarca      | Partito Comunista in Danimarca                     |
| Finlandia      | Partito Comunista di Finlandia                     |
| Francia        | Partito Comunista Francese                         |
| Germania       | Partito Comunista Tedesco                          |
| Grecia         | Partito Comunista di Grecia                        |
| India          | Partito Comunista d'India                          |
| India          | Partito Comunista d'India (Marxista)               |
| Iran           | Partito Iraniano del Tudeh                         |
| Iraq           | Partito Comunista Iracheno                         |
| Irlanda        | Partito dei Lavoratori                             |
| Irlanda        | Partito Comunista d'Irlanda                        |
| Italia         | Partito Comunista                                  |
| Kazakistan     | Movimento Socialista del Kazakistan                |
| Kirghizistan   | Partito dei Comunisti del Kirghizistan             |
| Laos           | Partito Rivoluzionario del Popolo Lao              |
| Lussemburgo    | Partito Comunista del Lussemburgo                  |
| Messico        | Partito Comunista del Messico                      |
| Paesi Bassi    | Nuovo Partito Comunista dei Paesi Bassi            |
| Palestina      | Partito Comunista Palestinese                      |
| Perù           | Partito Comunista Peruviano                        |
| Regno Unito    | Partito Comunista Britannico                       |
| Rep. Ceca      | Partito Comunista di Boemia e Moravia              |
| Russia         | Partito Comunista della Federazione Russa          |
| Russia         | Partito Comunista Operaio Russo                    |
| Serbia         | Comunisti di Serbia                                |
| Serbia         | Nuovo Partito Comunista di Jugoslavia              |
| Spagna         | Partito Comunista dei Popoli di Spagna             |
| Spagna         | Partito Comunista di Spagna                        |
| Spagna         | Partito dei Comunisti Catalani                     |
| Stati Uniti    | Partito Comunista degli Stati Uniti d'America      |
| Svezia         | Partito Comunista di Svezia                        |
| Turchia        | Partito Comunista                                  |
| Ucraina        | Partito Comunista dell'Ucraina                     |
| Ucraina        | Unione dei Comunisti d'Ucraina                     |
| Ungheria       | Partito Operaio Ungherese                          |
| Vietnam        | Partito Comunista del Vietnam                      |

### 21º incontro, Smirne 2019
| Stato              | Partito                                                    |
| ------------------ | ---------------------------------------------------------- |
| Algeria            | Partito Algerino per la Democrazia e il Socialismo         |
| Argentina          | Partito Comunista dell'Argentina                           |
| Armenia            | Partito Comunista Armeno                                   |
| Australia          | Partito Comunista d'Australia                              |
| Azerbaigian        | Partito Comunista dell'Azerbaigian                         |
| Bahrein            | Tribuna Progressista Democratica - Bahrain                 |
| Bangladesh         | Partito Operaio del Bangladesh                             |
| Belgio             | Partito Comunista                                          |
| Belgio             | Partito del Lavoro del Belgio                              |
| Bielorussia        | Partito Comunista della Bielorussia                        |
| Brasile            | Partito Comunista Brasiliano                               |
| Brasile            | Partito Comunista del Brasile                              |
| Canada             | Partito Comunista del Canada                               |
| Cina               | Partito Comunista Cinese                                   |
| Cipro              | Partito Progressista dei Lavoratori                        |
| Corea del Nord     | Partito del Lavoro di Corea                                |
| Croazia            | Partito Socialista del Lavoro di Croazia                   |
| Cuba               | Partito Comunista di Cuba                                  |
| Danimarca          | Partito Comunista di Danimarca                             |
| Danimarca          | Partito Comunista in Danimarca                             |
| Finlandia          | Partito Comunista di Finlandia                             |
| Francia            | Partito Comunista Francese                                 |
| Georgia            | Partito Comunista Unificato della Georgia                  |
| Germania           | Partito Comunista Tedesco                                  |
| Giordania          | Partito Comunista Giordano                                 |
| Grecia             | Partito Comunista di Grecia                                |
| India              | Partito Comunista d'India                                  |
| India              | Partito Comunista d'India (Marxista)                       |
| Iran               | Partito Iraniano del Tudeh                                 |
| Iraq               | Partito Comunista del Kurdistan - Iraq                     |
| Iraq               | Partito Comunista Iracheno                                 |
| Irlanda            | Partito dei Lavoratori                                     |
| Israele            | Partito Comunista di Israele                               |
| Italia             | Partito Comunista                                          |
| Italia             | Partito Comunista Italiano                                 |
| Laos               | Partito Rivoluzionario del Popolo Lao                      |
| Lettonia           | Partito Socialista di Lettonia                             |
| Libano             | Partito Comunista Libanese                                 |
| Lituania           | Fronte Popolare Socialista                                 |
| Lituania           | Partito Socialista di Lituania                             |
| Lussemburgo        | Partito Comunista del Lussemburgo                          |
| Macedonia del Nord | Partito Comunista Macedone                                 |
| Messico            | Partito Comunista del Messico                              |
| Nepal              | Partito Comunista Nepalese                                 |
| Nepal              | Partito Comunista del Nepal (marxista-leninista unificato) |
| Norvegia           | Partito Comunista di Norvegia                              |
| Paesi Bassi        | Nuovo Partito Comunista dei Paesi Bassi                    |
| Palestina          | Partito Comunista Palestinese                              |
| Palestina          | Partito Popolare Palestinese                               |
| Paraguay           | Partito Comunista Paraguaiano                              |
| Polonia            | Partito Comunista di Polonia                               |
| Portogallo         | Partito Comunista Portoghese                               |
| Regno Unito        | Partito Comunista Britannico                               |
| Rep. Ceca          | Partito Comunista di Boemia e Moravia                      |
| Rep. Dominicana    | Forza della Rivoluzione                                    |
| Russia             | Partito Comunista della Federazione Russa                  |
| Russia             | Partito Comunista dell'Unione Sovietica                    |
| Serbia             | Comunisti di Serbia                                        |
| Serbia             | Nuovo Partito Comunista di Jugoslavia                      |
| Siria              | Partito Comunista Siriano (Unificato)                      |
| Spagna             | Partito Comunista dei Popoli di Spagna                     |
| Spagna             | Partito Comunista di Spagna                                |
| Spagna             | Partito dei Comunisti Catalani                             |
| Sri Lanka          | Partito Comunista dello Sri Lanka                          |
| Stati Uniti        | Partito Comunista degli Stati Uniti d'America              |
| Sudafrica          | Partito Comunista Sudafricano                              |
| Svezia             | Partito Comunista di Svezia                                |
| eSwatini           | Partito Comunista dello Swaziland                          |
| Turchia            | Partito Comunista                                          |
| Ucraina            | Partito Comunista dell'Ucraina                             |
| Ucraina            | Unione dei Comunisti d'Ucraina                             |
| Ungheria           | Partito Operaio Ungherese                                  |
| Uruguay            | Partito Comunista dell'Uruguay                             |
| Vietnam            | Partito Comunista del Vietnam                              |

### 20º incontro, Atene 2018
L'incontro del 2018 fu il nono ospitato dalla città di Atene.
| Stato              | Partito                                                 |
| ------------------ | ------------------------------------------------------- |
| Albania            | Partito Comunista d'Albania                             |
| Algeria            | Partito Algerino per la Democrazia e il Socialismo      |
| Argentina          | Partito Comunista dell'Argentina                        |
| Australia          | Partito Comunista d'Australia                           |
| Austria            | Partito del Lavoro d'Austria                            |
| Azerbaigian        | Partito Comunista dell'Azerbaigian                      |
| Bahrein            | Tribuna Progressista Democratica - Bahrain              |
| Bangladesh         | Partito Comunista del Bangladesh                        |
| Belgio             | Partito Comunista                                       |
| Bielorussia        | Partito Comunista della Bielorussia                     |
| Bolivia            | Partito Comunista della Bolivia                         |
| Brasile            | Partito Comunista Brasiliano                            |
| Brasile            | Partito Comunista del Brasile                           |
| Bulgaria           | Partito Comunista di Bulgaria                           |
| Bulgaria           | Partito dei Comunisti Bulgari                           |
| Canada             | Partito Comunista del Canada                            |
| Cina               | Partito Comunista Cinese                                |
| Cipro              | Partito Progressista dei Lavoratori                     |
| Corea del Nord     | Partito del Lavoro di Corea                             |
| Croazia            | Partito Socialista del Lavoro di Croazia                |
| Cuba               | Partito Comunista di Cuba                               |
| Danimarca          | Partito Comunista di Danimarca                          |
| Danimarca          | Partito Comunista in Danimarca                          |
| Ecuador            | Partito Comunista dell'Ecuador                          |
| Estonia            | Partito Comunista dell'Estonia                          |
| Finlandia          | Partito Comunista di Finlandia                          |
| Francia            | Partito Comunista Francese                              |
| Georgia            | Partito Comunista Unificato della Georgia               |
| Germania           | Partito Comunista Tedesco                               |
| Giordania          | Partito Comunista Giordano                              |
| Grecia             | Partito Comunista di Grecia                             |
| India              | Partito Comunista d'India                               |
| India              | Partito Comunista d'India (Marxista)                    |
| Iran               | Partito Iraniano del Tudeh                              |
| Iraq               | Partito Comunista del Kurdistan - Iraq                  |
| Iraq               | Partito Comunista Iracheno                              |
| Irlanda            | Partito Comunista d'Irlanda                             |
| Irlanda            | Partito dei Lavoratori                                  |
| Israele            | Partito Comunista di Israele                            |
| Italia             | Partito Comunista                                       |
| Italia             | Partito Comunista Italiano                              |
| Kazakistan         | Movimento Socialista del Kazakistan                     |
| Kirghizistan       | Partito dei Comunisti del Kirghizistan                  |
| Laos               | Partito Rivoluzionario del Popolo Lao                   |
| Lettonia           | Partito Socialista di Lettonia                          |
| Libano             | Partito Comunista Libanese                              |
| Lituania           | Fronte Popolare Socialista                              |
| Lussemburgo        | Partito Comunista del Lussemburgo                       |
| Macedonia del Nord | Partito Comunista Macedone                              |
| Madagascar         | Partito del Congresso per l'Indipendenza del Madagascar |
| Malta              | Partito Comunista Maltese                               |
| Messico            | Partito Comunista del Messico                           |
| Nepal              | Partito Comunista Nepalese                              |
| Norvegia           | Partito Comunista di Norvegia                           |
| Paesi Bassi        | Nuovo Partito Comunista dei Paesi Bassi                 |
| Pakistan           | Partito Comunista Pakistano                             |
| Palestina          | Partito Comunista Palestinese                           |
| Palestina          | Partito Popolare Palestinese                            |
| Paraguay           | Partito Comunista Paraguaiano                           |
| Polonia            | Partito Comunista di Polonia                            |
| Portogallo         | Partito Comunista Portoghese                            |
| Regno Unito        | Nuovo Partito Comunista della Britannia                 |
| Regno Unito        | Partito Comunista Britannico                            |
| Rep. Ceca          | Partito Comunista di Boemia e Moravia                   |
| Romania            | Partito di Alleanza Socialista                          |
| Russia             | Partito Comunista della Federazione Russa               |
| Russia             | Partito Comunista dell'Unione Sovietica                 |
| Russia             | Partito Comunista Operaio Russo                         |
| Unione Sovietica   | Unione dei Partiti Comunisti - PCUS                     |
| Serbia             | Comunisti di Serbia                                     |
| Serbia             | Nuovo Partito Comunista di Jugoslavia                   |
| Siria              | Partito Comunista Siriano (Bakdash)                     |
| Slovacchia         | Partito Comunista di Slovacchia                         |
| Spagna             | Partito Comunista dei Popoli di Spagna                  |
| Spagna             | Partito Comunista di Spagna                             |
| Sri Lanka          | Partito Comunista dello Sri Lanka                       |
| Stati Uniti        | Partito Comunista degli Stati Uniti d'America           |
| Sudafrica          | Partito Comunista Sudafricano                           |
| Sudan              | Partito Comunista Sudanese                              |
| Svezia             | Partito Comunista di Svezia                             |
| eSwatini           | Partito Comunista dello Swaziland                       |
| Turchia            | Partito Comunista di Turchia                            |
| Turchia            | Partito del Lavoro                                      |
| Ucraina            | Partito Comunista dell'Ucraina                          |
| Ucraina            | Unione dei Comunisti d'Ucraina                          |
| Ungheria           | Partito Operaio Ungherese                               |
| Venezuela          | Partito Comunista del Venezuela                         |
| Vietnam            | Partito Comunista del Vietnam                           |

### 19º incontro, San Pietroburgo e Mosca 2017
Il 19º incontro fu organizzato dal Partito Comunista della Federazione Russa, si tenne nelle città di San Pietroburgo e Mosca per commemorare il 100º anniversario della Rivoluzione d'ottobre.
| Stato              | Partito                                                          |
| ------------------ | ---------------------------------------------------------------- |
| Algeria            | Partito Algerino per la Democrazia e il Socialismo               |
| Argentina          | Partito Comunista dell'Argentina                                 |
| Armenia            | Partito Comunista Armeno                                         |
| Australia          | Partito Comunista d'Australia                                    |
| Austria            | Partito del Lavoro d'Austria                                     |
| Azerbaigian        | Partito Comunista dell'Azerbaigian                               |
| Bahrein            | Tribuna Progressista Democratica - Bahrain                       |
| Bangladesh         | Partito Comunista del Bangladesh                                 |
| Bangladesh         | Partito Operaio del Bangladesh                                   |
| Belgio             | Partito Comunista                                                |
| Bielorussia        | Partito Comunista della Bielorussia                              |
| Brasile            | Partito Comunista Brasiliano                                     |
| Brasile            | Partito Comunista del Brasile                                    |
| Bulgaria           | Partito Comunista di Bulgaria                                    |
| Bulgaria           | Partito dei Comunisti Bulgari                                    |
| Canada             | Partito Comunista del Canada                                     |
| Cile               | Partito Comunista del Cile                                       |
| Cina               | Partito Comunista Cinese                                         |
| Cipro              | Partito Progressista dei Lavoratori                              |
| Colombia           | Forze Armate Rivoluzionarie della Colombia - Esercito del Popolo |
| Colombia           | Partito Comunista Colombiano                                     |
| Corea del Nord     | Partito del Lavoro di Corea                                      |
| Costa Rica         | Partito d'Avanguardia Popolare                                   |
| Croazia            | Partito Socialista del Lavoro di Croazia                         |
| Cuba               | Partito Comunista di Cuba                                        |
| Danimarca          | Partito Comunista di Danimarca                                   |
| Danimarca          | Partito Comunista in Danimarca                                   |
| Ecuador            | Partito Comunista dell'Ecuador                                   |
| Egitto             | Partito Comunista Egiziano                                       |
| Estonia            | Partito Comunista dell'Estonia                                   |
| Filippine          | Partito Comunista delle Filippine-1930                           |
| Finlandia          | Partito Comunista di Finlandia                                   |
| Francia            | Partito Comunista Francese                                       |
| Georgia            | Partito Comunista Unificato della Georgia                        |
| Germania           | Partito Comunista Tedesco                                        |
| Giordania          | Partito Comunista Giordano                                       |
| Grecia             | Partito Comunista di Grecia                                      |
| India              | Partito Comunista d'India                                        |
| India              | Partito Comunista d'India (Marxista)                             |
| Iran               | Partito Iraniano del Tudeh                                       |
| Iraq               | Partito Comunista del Kurdistan - Iraq                           |
| Iraq               | Partito Comunista Iracheno                                       |
| Irlanda            | Partito Comunista d'Irlanda                                      |
| Irlanda            | Partito dei Lavoratori                                           |
| Israele            | Partito Comunista di Israele                                     |
| Italia             | Partito Comunista                                                |
| Italia             | Partito Comunista Italiano                                       |
| Kazakistan         | Movimento Socialista del Kazakistan                              |
| Kazakistan         | Partito Comunista del Kazakistan                                 |
| Kirghizistan       | Partito dei Comunisti del Kirghizistan                           |
| Laos               | Partito Rivoluzionario del Popolo Lao                            |
| Lettonia           | Partito Socialista di Lettonia                                   |
| Libano             | Partito Comunista Libanese                                       |
| Lituania           | Fronte Popolare Socialista                                       |
| Macedonia del Nord | Partito Comunista Macedone                                       |
| Madagascar         | Partito del Congresso per l'Indipendenza del Madagascar          |
| Messico            | Partito Comunista del Messico                                    |
| Messico            | Partito Socialista Popolare del Messico                          |
| Moldavia           | Partito dei Comunisti della Repubblica di Moldavia               |
| Nepal              | Partito Comunista del Nepal (marxista-leninista unificato)       |
| Norvegia           | Partito Comunista di Norvegia                                    |
| Pakistan           | Partito Comunista Pakistano                                      |
| Palestina          | Partito Comunista Palestinese                                    |
| Palestina          | Partito Popolare Palestinese                                     |
| Panama             | Partito del Popolo di Panama                                     |
| Paraguay           | Partito Comunista Paraguaiano                                    |
| Perù               | Partito Comunista del Perù (Patria rossa)                        |
| Perù               | Partito Comunista Peruviano                                      |
| Polonia            | Partito Comunista di Polonia                                     |
| Portogallo         | Partito Comunista Portoghese                                     |
| Regno Unito        | Nuovo Partito Comunista della Britannia                          |
| Regno Unito        | Partito Comunista Britannico                                     |
| Rep. Ceca          | Partito Comunista di Boemia e Moravia                            |
| Romania            | Partito di Alleanza Socialista                                   |
| Russia             | Partito Comunista della Federazione Russa                        |
| Russia             | Partito Comunista dell'Unione Sovietica                          |
| Russia             | Partito Comunista Operaio Russo                                  |
| Unione Sovietica   | Unione dei Partiti Comunisti - PCUS                              |
| Serbia             | Comunisti di Serbia                                              |
| Serbia             | Nuovo Partito Comunista di Jugoslavia                            |
| Siria              | Partito Comunista Siriano (Bakdash)                              |
| Siria              | Partito Comunista Siriano (Unificato)                            |
| Slovacchia         | Partito Comunista di Slovacchia                                  |
| Spagna             | Partito Comunista dei Popoli di Spagna                           |
| Spagna             | Partito Comunista di Spagna                                      |
| Spagna             | Partito dei Comunisti Catalani                                   |
| Spagna             | Sinistra Unita                                                   |
| Sri Lanka          | Partito Comunista dello Sri Lanka                                |
| Stati Uniti        | Partito Comunista degli Stati Uniti d'America                    |
| Sudafrica          | Partito Comunista Sudafricano                                    |
| Sudan              | Partito Comunista Sudanese                                       |
| Svezia             | Partito Comunista di Svezia                                      |
| Tagikistan         | Partito Comunista del Tagikistan                                 |
| Turchia            | Partito Comunista di Turchia                                     |
| Ucraina            | Partito Comunista dell'Ucraina                                   |
| Ucraina            | Unione dei Comunisti d'Ucraina                                   |
| Ungheria           | Partito Operaio Ungherese                                        |
| Uruguay            | Partito Comunista dell'Uruguay                                   |
| Venezuela          | Partito Comunista del Venezuela                                  |
| Vietnam            | Partito Comunista del Vietnam                                    |

### 18º incontro, Hanoi 2016
| Stato          | Partito                                                    |
| -------------- | ---------------------------------------------------------- |
| Algeria        | Partito Algerino per la Democrazia e il Socialismo         |
| Argentina      | Partito Comunista dell'Argentina                           |
| Australia      | Partito Comunista d'Australia                              |
| Austria        | Partito del Lavoro d'Austria                               |
| Bangladesh     | Partito Operaio del Bangladesh                             |
| Belgio         | Partito del Lavoro del Belgio                              |
| Bielorussia    | Partito Comunista della Bielorussia                        |
| Brasile        | Partito Comunista Brasiliano                               |
| Brasile        | Partito Comunista del Brasile                              |
| Canada         | Partito Comunista del Canada                               |
| Cile           | Partito Comunista del Cile                                 |
| Cina           | Partito Comunista Cinese                                   |
| Cipro          | Partito Progressista dei Lavoratori                        |
| Corea del Nord | Partito del Lavoro di Corea                                |
| Cuba           | Partito Comunista di Cuba                                  |
| Danimarca      | Partito Comunista di Danimarca                             |
| Danimarca      | Partito Comunista in Danimarca                             |
| Ecuador        | Partito Comunista dell'Ecuador                             |
| Filippine      | Partito Comunista delle Filippine-1930                     |
| Finlandia      | Partito Comunista di Finlandia                             |
| Francia        | Partito Comunista Francese                                 |
| Germania       | Partito Comunista Tedesco                                  |
| Giordania      | Partito Comunista Giordano                                 |
| Grecia         | Partito Comunista di Grecia                                |
| Guyana         | Partito Progressista del Popolo                            |
| India          | Partito Comunista d'India                                  |
| India          | Partito Comunista d'India (Marxista)                       |
| Iran           | Partito Iraniano del Tudeh                                 |
| Iraq           | Partito Comunista Iracheno                                 |
| Irlanda        | Partito Comunista d'Irlanda                                |
| Irlanda        | Partito dei Lavoratori                                     |
| Israele        | Partito Comunista di Israele                               |
| Laos           | Partito Rivoluzionario del Popolo Lao                      |
| Libano         | Partito Comunista Libanese                                 |
| Nepal          | Partito Comunista del Nepal (marxista-leninista unificato) |
| Norvegia       | Partito Comunista di Norvegia                              |
| Pakistan       | Partito Comunista Pakistano                                |
| Palestina      | Partito Comunista Palestinese                              |
| Palestina      | Partito Popolare Palestinese                               |
| Portogallo     | Partito Comunista Portoghese                               |
| Regno Unito    | Partito Comunista Britannico                               |
| Rep. Ceca      | Partito Comunista di Boemia e Moravia                      |
| Russia         | Partito Comunista della Federazione Russa                  |
| Russia         | Partito Comunista dell'Unione Sovietica                    |
| Russia         | Partito Comunista Operaio Russo                            |
| Serbia         | Nuovo Partito Comunista di Jugoslavia                      |
| Spagna         | Partito Comunista dei Popoli di Spagna                     |
| Spagna         | Partito Comunista di Spagna                                |
| Sri Lanka      | Partito Comunista dello Sri Lanka                          |
| Stati Uniti    | Partito Comunista degli Stati Uniti d'America              |
| Sudafrica      | Partito Comunista Sudafricano                              |
| Svezia         | Partito Comunista di Svezia                                |
| Turchia        | Partito Comunista                                          |
| Ucraina        | Partito Comunista dell'Ucraina                             |
| Ungheria       | Partito Operaio Ungherese                                  |
| Venezuela      | Partito Comunista del Venezuela                            |
| Vietnam        | Partito Comunista del Vietnam                              |

### 17º incontro, Istanbul 2015
| Stato              | Partito                                            |
| ------------------ | -------------------------------------------------- |
| Algeria            | Partito Algerino per la Democrazia e il Socialismo |
| Argentina          | Partito Comunista dell'Argentina                   |
| Azerbaigian        | Partito Comunista dell'Azerbaigian                 |
| Bangladesh         | Partito Operaio del Bangladesh                     |
| Belgio             | Partito del Lavoro del Belgio                      |
| Brasile            | Partito Comunista Brasiliano                       |
| Brasile            | Partito Comunista del Brasile                      |
| Bulgaria           | Partito Comunista di Bulgaria                      |
| Canada             | Partito Comunista del Canada                       |
| Cina               | Partito Comunista Cinese                           |
| Cipro              | Partito Progressista dei Lavoratori                |
| Croazia            | Partito Socialista del Lavoro di Croazia           |
| Cuba               | Partito Comunista di Cuba                          |
| Danimarca          | Partito Comunista di Danimarca                     |
| Danimarca          | Partito Comunista in Danimarca                     |
| Filippine          | Partito Comunista delle Filippine-1930             |
| Finlandia          | Partito Comunista di Finlandia                     |
| Francia            | Partito Comunista Francese                         |
| Georgia            | Partito Comunista Unificato della Georgia          |
| Germania           | Partito Comunista Tedesco                          |
| Grecia             | Partito Comunista di Grecia                        |
| India              | Partito Comunista d'India                          |
| India              | Partito Comunista d'India (Marxista)               |
| Iran               | Partito Iraniano del Tudeh                         |
| Iraq               | Partito Comunista del Kurdistan - Iraq             |
| Iraq               | Partito Comunista Iracheno                         |
| Irlanda            | Partito Comunista d'Irlanda                        |
| Irlanda            | Partito dei Lavoratori                             |
| Israele            | Partito Comunista di Israele                       |
| Italia             | Partito Comunista d'Italia                         |
| Kazakistan         | Partito Comunista del Kazakistan                   |
| Laos               | Partito Rivoluzionario del Popolo Lao              |
| Libano             | Partito Comunista Libanese                         |
| Lituania           | Fronte Popolare Socialista                         |
| Lussemburgo        | Partito Comunista del Lussemburgo                  |
| Macedonia del Nord | Partito Comunista Macedone                         |
| Malta              | Partito Comunista Maltese                          |
| Messico            | Partito Comunista del Messico                      |
| Norvegia           | Partito Comunista di Norvegia                      |
| Paesi Bassi        | Nuovo Partito Comunista dei Paesi Bassi            |
| Palestina          | Partito Comunista Palestinese                      |
| Palestina          | Partito Popolare Palestinese                       |
| Portogallo         | Partito Comunista Portoghese                       |
| Regno Unito        | Partito Comunista Britannico                       |
| Rep. Ceca          | Partito Comunista di Boemia e Moravia              |
| Russia             | Partito Comunista della Federazione Russa          |
| Russia             | Partito Comunista dell'Unione Sovietica            |
| Russia             | Partito Comunista Operaio Russo                    |
| Serbia             | Comunisti di Serbia                                |
| Serbia             | Nuovo Partito Comunista di Jugoslavia              |
| Siria              | Partito Comunista Siriano (Bakdash)                |
| Spagna             | Partito Comunista dei Popoli di Spagna             |
| Spagna             | Partito Comunista di Spagna                        |
| Sri Lanka          | Partito Comunista dello Sri Lanka                  |
| Stati Uniti        | Partito Comunista degli Stati Uniti d'America      |
| Sudafrica          | Partito Comunista Sudafricano                      |
| Sudan              | Partito Comunista Sudanese                         |
| Svezia             | Partito Comunista di Svezia                        |
| Tagikistan         | Partito Comunista del Tagikistan                   |
| Turchia            | Partito Comunista                                  |
| Ucraina            | Partito Comunista dell'Ucraina                     |
| Ucraina            | Unione dei Comunisti d'Ucraina                     |
| Ungheria           | Partito Operaio Ungherese                          |
| Venezuela          | Partito Comunista del Venezuela                    |
| Vietnam            | Partito Comunista del Vietnam                      |

### 16º incontro, Lisbona 2013
L'incontro del 2013 fu il secondo ospitato dalla città di Lisbona.
| Stato            | Partito                                            |
| ---------------- | -------------------------------------------------- |
| Algeria          | Partito Algerino per la Democrazia e il Socialismo |
| Argentina        | Partito Comunista dell'Argentina                   |
| Australia        | Partito Comunista d'Australia                      |
| Azerbaigian      | Partito Comunista dell'Azerbaigian                 |
| Bahrein          | Tribuna Progressista Democratica - Bahrain         |
| Belgio           | Partito del Lavoro del Belgio                      |
| Bielorussia      | Partito Comunista della Bielorussia                |
| Brasile          | Partito Comunista Brasiliano                       |
| Brasile          | Partito Comunista del Brasile                      |
| Bulgaria         | Partito Comunista di Bulgaria                      |
| Canada           | Partito Comunista del Canada                       |
| Cile             | Partito Comunista del Cile                         |
| Cina             | Partito Comunista Cinese                           |
| Cipro            | Partito Progressista dei Lavoratori                |
| Corea del Nord   | Partito del Lavoro di Corea                        |
| Cuba             | Partito Comunista di Cuba                          |
| Danimarca        | Partito Comunista di Danimarca                     |
| Danimarca        | Partito Comunista in Danimarca                     |
| Ecuador          | Partito Comunista dell'Ecuador                     |
| Egitto           | Partito Comunista Egiziano                         |
| Filippine        | Partito Comunista delle Filippine-1930             |
| Finlandia        | Partito Comunista di Finlandia                     |
| Francia          | Partito Comunista Francese                         |
| Georgia          | Partito Comunista Unificato della Georgia          |
| Germania         | Partito Comunista Tedesco                          |
| Grecia           | Partito Comunista di Grecia                        |
| Guyana           | Partito Progressista del Popolo                    |
| India            | Partito Comunista d'India                          |
| Iran             | Partito Iraniano del Tudeh                         |
| Iraq             | Partito Comunista Iracheno                         |
| Irlanda          | Partito Comunista d'Irlanda                        |
| Irlanda          | Partito dei Lavoratori                             |
| Israele          | Partito Comunista di Israele                       |
| Italia           | Partito dei Comunisti Italiani                     |
| Laos             | Partito Rivoluzionario del Popolo Lao              |
| Lettonia         | Partito Socialista di Lettonia                     |
| Libano           | Partito Comunista Libanese                         |
| Lussemburgo      | Partito Comunista del Lussemburgo                  |
| Malta            | Partito Comunista Maltese                          |
| Messico          | Partito Comunista del Messico                      |
| Moldavia         | Partito dei Comunisti della Repubblica di Moldavia |
| Norvegia         | Partito Comunista di Norvegia                      |
| Pakistan         | Partito Comunista Pakistano                        |
| Palestina        | Partito Comunista Palestinese                      |
| Palestina        | Partito Popolare Palestinese                       |
| Panama           | Partito del Popolo di Panama                       |
| Perù             | Partito Comunista Peruviano                        |
| Polonia          | Partito Comunista di Polonia                       |
| Portogallo       | Partito Comunista Portoghese                       |
| Regno Unito      | Partito Comunista Britannico                       |
| Rep. Ceca        | Partito Comunista di Boemia e Moravia              |
| Romania          | Partito di Alleanza Socialista                     |
| Russia           | Partito Comunista della Federazione Russa          |
| Russia           | Partito Comunista dell'Unione Sovietica            |
| Russia           | Partito Comunista Operaio Russo                    |
| Unione Sovietica | Unione dei Partiti Comunisti - PCUS                |
| Serbia           | Nuovo Partito Comunista di Jugoslavia              |
| Siria            | Partito Comunista Siriano (Bakdash)                |
| Siria            | Partito Comunista Siriano (Unificato)              |
| Spagna           | Partito Comunista dei Popoli di Spagna             |
| Spagna           | Partito Comunista di Spagna                        |
| Spagna           | Partito dei Comunisti Catalani                     |
| Sri Lanka        | Partito Comunista dello Sri Lanka                  |
| Stati Uniti      | Partito Comunista degli Stati Uniti d'America      |
| Sudafrica        | Partito Comunista Sudafricano                      |
| Sudan            | Partito Comunista Sudanese                         |
| Svezia           | Partito Comunista di Svezia                        |
| Turchia          | Partito Comunista di Turchia                       |
| Turchia          | Partito del Lavoro                                 |
| Ungheria         | Partito Operaio Ungherese                          |

### 15º incontro, Guayaquil 2014
Il 16º incontro, organizzato dal Partito Comunista dell'Ecuador, membro della coalizione di governo guidata allora da Correa, si tenne a Guayaquil.
| Stato          | Partito                                       |
| -------------- | --------------------------------------------- |
| Argentina      | Partito Comunista dell'Argentina              |
| Australia      | Partito Comunista d'Australia                 |
| Bahrein        | Tribuna Progressista Democratica - Bahrain    |
| Belgio         | Partito del Lavoro del Belgio                 |
| Bielorussia    | Partito Comunista della Bielorussia           |
| Bolivia        | Partito Comunista della Bolivia               |
| Brasile        | Partito Comunista Brasiliano                  |
| Brasile        | Partito Comunista del Brasile                 |
| Canada         | Partito Comunista del Canada                  |
| Cina           | Partito Comunista Cinese                      |
| Cipro          | Partito Progressista dei Lavoratori           |
| Colombia       | Partito Comunista Colombiano                  |
| Corea del Nord | Partito del Lavoro di Corea                   |
| Costa Rica     | Partito d'Avanguardia Popolare                |
| Cuba           | Partito Comunista di Cuba                     |
| Danimarca      | Partito Comunista di Danimarca                |
| Danimarca      | Partito Comunista in Danimarca                |
| Ecuador        | Partito Comunista dell'Ecuador                |
| Finlandia      | Partito Comunista di Finlandia                |
| Francia        | Partito Comunista Francese                    |
| Germania       | Partito Comunista Tedesco                     |
| Giordania      | Partito Comunista Giordano                    |
| Grecia         | Partito Comunista di Grecia                   |
| India          | Partito Comunista d'India                     |
| Irlanda        | Partito Comunista d'Irlanda                   |
| Italia         | Partito dei Comunisti Italiani                |
| Laos           | Partito Rivoluzionario del Popolo Lao         |
| Libano         | Partito Comunista Libanese                    |
| Lituania       | Fronte Popolare Socialista                    |
| Messico        | Partito Comunista del Messico                 |
| Norvegia       | Partito Comunista di Norvegia                 |
| Palestina      | Partito Comunista Palestinese                 |
| Panama         | Partito del Popolo di Panama                  |
| Perù           | Partito Comunista del Perù (Patria rossa)     |
| Perù           | Partito Comunista Peruviano                   |
| Portogallo     | Partito Comunista Portoghese                  |
| Regno Unito    | Partito Comunista Britannico                  |
| Rep. Ceca      | Partito Comunista di Boemia e Moravia         |
| Russia         | Partito Comunista della Federazione Russa     |
| Russia         | Partito Comunista Operaio Russo               |
| Siria          | Partito Comunista Siriano (Unificato)         |
| Spagna         | Partito Comunista dei Popoli di Spagna        |
| Spagna         | Partito Comunista di Spagna                   |
| Spagna         | Partito dei Comunisti Catalani                |
| Stati Uniti    | Partito Comunista degli Stati Uniti d'America |
| Sudafrica      | Partito Comunista Sudafricano                 |
| Turchia        | Partito Comunista                             |
| Ungheria       | Partito Operaio Ungherese                     |
| Vietnam        | Partito Comunista del Vietnam                 |

### 14º incontro, Beirut 2012
| Stato       | Partito                                                    |
| ----------- | ---------------------------------------------------------- |
| Algeria     | Partito Algerino per la Democrazia e il Socialismo         |
| Australia   | Partito Comunista d'Australia                              |
| Azerbaigian | Partito Comunista dell'Azerbaigian                         |
| Bahrein     | Tribuna Progressista Democratica - Bahrain                 |
| Bangladesh  | Partito Comunista del Bangladesh                           |
| Bangladesh  | Partito Operaio del Bangladesh                             |
| Belgio      | Partito del Lavoro del Belgio                              |
| Bielorussia | Partito Comunista della Bielorussia                        |
| Brasile     | Partito Comunista Brasiliano                               |
| Brasile     | Partito Comunista del Brasile                              |
| Canada      | Partito Comunista del Canada                               |
| Cile        | Partito Comunista del Cile                                 |
| Cina        | Partito Comunista Cinese                                   |
| Cipro       | Partito Progressista dei Lavoratori                        |
| Croazia     | Partito Socialista del Lavoro di Croazia                   |
| Cuba        | Partito Comunista di Cuba                                  |
| Danimarca   | Partito Comunista di Danimarca                             |
| Danimarca   | Partito Comunista in Danimarca                             |
| Egitto      | Partito Comunista Egiziano                                 |
| Filippine   | Partito Comunista delle Filippine                          |
| Finlandia   | Partito Comunista di Finlandia                             |
| Francia     | Partito Comunista Francese                                 |
| Germania    | Partito Comunista Tedesco                                  |
| Giordania   | Partito Comunista Giordano                                 |
| Grecia      | Partito Comunista di Grecia                                |
| India       | Partito Comunista d'India                                  |
| India       | Partito Comunista d'India (Marxista)                       |
| Iran        | Partito Iraniano del Tudeh                                 |
| Iraq        | Partito Comunista del Kurdistan - Iraq                     |
| Iraq        | Partito Comunista Iracheno                                 |
| Irlanda     | Partito Comunista d'Irlanda                                |
| Irlanda     | Partito dei Lavoratori                                     |
| Italia      | Partito dei Comunisti Italiani                             |
| Italia      | Partito della Rifondazione Comunista                       |
| Libano      | Partito Comunista Libanese                                 |
| Lussemburgo | Partito Comunista del Lussemburgo                          |
| Malta       | Partito Comunista Maltese                                  |
| Messico     | Partito Comunista del Messico                              |
| Nepal       | Partito Comunista del Nepal (marxista-leninista unificato) |
| Norvegia    | Partito Comunista di Norvegia                              |
| Paesi Bassi | Nuovo Partito Comunista dei Paesi Bassi                    |
| Pakistan    | Partito Comunista Pakistano                                |
| Palestina   | Partito Comunista Palestinese                              |
| Palestina   | Partito Popolare Palestinese                               |
| Portogallo  | Partito Comunista Portoghese                               |
| Regno Unito | Partito Comunista Britannico                               |
| Rep. Ceca   | Partito Comunista di Boemia e Moravia                      |
| Russia      | Partito Comunista della Federazione Russa                  |
| Russia      | Partito Comunista dell'Unione Sovietica                    |
| Russia      | Partito Comunista Operaio Russo                            |
| Serbia      | Nuovo Partito Comunista di Jugoslavia                      |
| Siria       | Partito Comunista Siriano (Bakdash)                        |
| Siria       | Partito Comunista Siriano (Unificato)                      |
| Spagna      | Partito Comunista dei Popoli di Spagna                     |
| Spagna      | Partito Comunista di Spagna                                |
| Spagna      | Partito dei Comunisti Catalani                             |
| Sri Lanka   | Partito Comunista dello Sri Lanka                          |
| Stati Uniti | Partito Comunista degli Stati Uniti d'America              |
| Sudafrica   | Partito Comunista Sudafricano                              |
| Sudan       | Partito Comunista Sudanese                                 |
| Svezia      | Partito Comunista di Svezia                                |
| Tagikistan  | Partito Comunista del Tagikistan                           |
| Turchia     | Partito Comunista di Turchia                               |
| Turchia     | Partito del Lavoro                                         |
| Ucraina     | Partito Comunista dell'Ucraina                             |
| Ucraina     | Unione dei Comunisti d'Ucraina                             |
| Ungheria    | Partito Operaio Ungherese                                  |
| Vietnam     | Partito Comunista del Vietnam                              |

### 13º incontro, Atene 2011
L'incontro del 2011 fu il decimo ospitato dalla città di Atene.
| Stato          | Partito                                                    |
| -------------- | ---------------------------------------------------------- |
| Albania        | Partito Comunista d'Albania                                |
| Algeria        | Partito Algerino per la Democrazia e il Socialismo         |
| Argentina      | Partito Comunista dell'Argentina                           |
| Armenia        | Partito Comunista Armeno                                   |
| Australia      | Partito Comunista d'Australia                              |
| Azerbaigian    | Partito Comunista dell'Azerbaigian                         |
| Bangladesh     | Partito Comunista del Bangladesh                           |
| Bangladesh     | Partito Operaio del Bangladesh                             |
| Belgio         | Partito Comunista                                          |
| Belgio         | Partito del Lavoro del Belgio                              |
| Bielorussia    | Partito Comunista della Bielorussia                        |
| Bolivia        | Partito Comunista della Bolivia                            |
| Brasile        | Partito Comunista Brasiliano                               |
| Brasile        | Partito Comunista del Brasile                              |
| Bulgaria       | Partito Comunista di Bulgaria                              |
| Canada         | Partito Comunista del Canada                               |
| Cipro          | Partito Progressista dei Lavoratori                        |
| Corea del Nord | Partito del Lavoro di Corea                                |
| Croazia        | Partito Socialista del Lavoro di Croazia                   |
| Cuba           | Partito Comunista di Cuba                                  |
| Danimarca      | Partito Comunista di Danimarca                             |
| Danimarca      | Partito Comunista in Danimarca                             |
| Egitto         | Partito Comunista Egiziano                                 |
| Filippine      | Partito Comunista delle Filippine                          |
| Finlandia      | Partito Comunista di Finlandia                             |
| Francia        | Partito Comunista Francese                                 |
| Georgia        | Partito Comunista Unificato della Georgia                  |
| Germania       | Partito Comunista Tedesco                                  |
| Giordania      | Partito Comunista Giordano                                 |
| Grecia         | Partito Comunista di Grecia                                |
| Guyana         | Partito Progressista del Popolo                            |
| India          | Partito Comunista d'India                                  |
| India          | Partito Comunista d'India (Marxista)                       |
| Iran           | Partito Iraniano del Tudeh                                 |
| Iraq           | Partito Comunista del Kurdistan - Iraq                     |
| Iraq           | Partito Comunista Iracheno                                 |
| Irlanda        | Partito Comunista d'Irlanda                                |
| Irlanda        | Partito dei Lavoratori                                     |
| Italia         | Partito dei Comunisti Italiani                             |
| Italia         | Partito della Rifondazione Comunista                       |
| Libano         | Partito Comunista Libanese                                 |
| Lussemburgo    | Partito Comunista del Lussemburgo                          |
| Malta          | Partito Comunista Maltese                                  |
| Messico        | Partito Comunista del Messico                              |
| Nepal          | Partito Comunista del Nepal (marxista-leninista unificato) |
| Norvegia       | Partito Comunista di Norvegia                              |
| Paesi Bassi    | Nuovo Partito Comunista dei Paesi Bassi                    |
| Pakistan       | Partito Comunista Pakistano                                |
| Palestina      | Partito Comunista Palestinese                              |
| Palestina      | Partito Popolare Palestinese                               |
| Portogallo     | Partito Comunista Portoghese                               |
| Regno Unito    | Nuovo Partito Comunista della Britannia                    |
| Regno Unito    | Partito Comunista Britannico                               |
| Rep. Ceca      | Partito Comunista di Boemia e Moravia                      |
| Russia         | Partito Comunista della Federazione Russa                  |
| Russia         | Partito Comunista dell'Unione Sovietica                    |
| Russia         | Partito Comunista Operaio Russo                            |
| Serbia         | Nuovo Partito Comunista di Jugoslavia                      |
| Siria          | Partito Comunista Siriano (Bakdash)                        |
| Siria          | Partito Comunista Siriano (Unificato)                      |
| Spagna         | Partito Comunista dei Popoli di Spagna                     |
| Spagna         | Partito Comunista di Spagna                                |
| Spagna         | Partito dei Comunisti Catalani                             |
| Sri Lanka      | Partito Comunista dello Sri Lanka                          |
| Stati Uniti    | Partito Comunista degli Stati Uniti d'America              |
| Sudafrica      | Partito Comunista Sudafricano                              |
| Sudan          | Partito Comunista Sudanese                                 |
| Turchia        | Partito Comunista di Turchia                               |
| Turchia        | Partito del Lavoro                                         |
| Ucraina        | Partito Comunista dell'Ucraina                             |
| Ucraina        | Unione dei Comunisti d'Ucraina                             |
| Ungheria       | Partito Operaio Ungherese                                  |
| Uruguay        | Partito Comunista dell'Uruguay                             |
| Venezuela      | Partito Comunista del Venezuela                            |
| Vietnam        | Partito Comunista del Vietnam                              |

### 12º incontro, Johannesburg 2010
Il 13º incontro, organizzato dal Partito Comunista Sudafricano, componente della coalizione di governo Congresso Nazionale Africano, si tenne a Johannesburg. Nel 2010 il Sudafrica aveva ospitato anche i mondiali di calcio.
| Stato       | Partito                                                    |
| ----------- | ---------------------------------------------------------- |
| Argentina   | Partito Comunista dell'Argentina                           |
| Australia   | Partito Comunista d'Australia                              |
| Azerbaigian | Partito Comunista dell'Azerbaigian                         |
| Bangladesh  | Partito Operaio del Bangladesh                             |
| Belgio      | Partito del Lavoro del Belgio                              |
| Bielorussia | Partito Comunista della Bielorussia                        |
| Brasile     | Partito Comunista Brasiliano                               |
| Brasile     | Partito Comunista del Brasile                              |
| Bulgaria    | Partito Comunista di Bulgaria                              |
| Canada      | Partito Comunista del Canada                               |
| Cina        | Partito Comunista Cinese                                   |
| Cipro       | Partito Progressista dei Lavoratori                        |
| Cuba        | Partito Comunista di Cuba                                  |
| Danimarca   | Partito Comunista di Danimarca                             |
| Danimarca   | Partito Comunista in Danimarca                             |
| Finlandia   | Partito Comunista di Finlandia                             |
| Francia     | Partito Comunista Francese                                 |
| Germania    | Partito Comunista Tedesco                                  |
| Grecia      | Partito Comunista di Grecia                                |
| India       | Partito Comunista d'India                                  |
| India       | Partito Comunista d'India (Marxista)                       |
| Iraq        | Partito Comunista Iracheno                                 |
| Irlanda     | Partito Comunista d'Irlanda                                |
| Irlanda     | Partito dei Lavoratori                                     |
| Israele     | Partito Comunista di Israele                               |
| Italia      | Partito dei Comunisti Italiani                             |
| Italia      | Partito della Rifondazione Comunista                       |
| Libano      | Partito Comunista Libanese                                 |
| Lussemburgo | Partito Comunista del Lussemburgo                          |
| Nepal       | Partito Comunista del Nepal (marxista-leninista unificato) |
| Norvegia    | Partito Comunista di Norvegia                              |
| Paesi Bassi | Nuovo Partito Comunista dei Paesi Bassi                    |
| Palestina   | Partito Comunista Palestinese                              |
| Palestina   | Partito Popolare Palestinese                               |
| Perù        | Partito Comunista Peruviano                                |
| Portogallo  | Partito Comunista Portoghese                               |
| Regno Unito | Partito Comunista Britannico                               |
| Rep. Ceca   | Partito Comunista di Boemia e Moravia                      |
| Russia      | Partito Comunista della Federazione Russa                  |
| Russia      | Partito Comunista dell'Unione Sovietica                    |
| Russia      | Partito Comunista Operaio Russo                            |
| Serbia      | Nuovo Partito Comunista di Jugoslavia                      |
| Siria       | Partito Comunista Siriano (Bakdash)                        |
| Siria       | Partito Comunista Siriano (Unificato)                      |
| Spagna      | Partito Comunista dei Popoli di Spagna                     |
| Spagna      | Partito Comunista di Spagna                                |
| Sri Lanka   | Partito Comunista dello Sri Lanka                          |
| Stati Uniti | Partito Comunista degli Stati Uniti d'America              |
| Sudafrica   | Partito Comunista Sudafricano                              |
| Svezia      | Partito Comunista di Svezia                                |
| Turchia     | Partito Comunista di Turchia                               |
| Ucraina     | Partito Comunista dell'Ucraina                             |
| Ucraina     | Unione dei Comunisti d'Ucraina                             |
| Ungheria    | Partito Operaio Ungherese                                  |
| Vietnam     | Partito Comunista del Vietnam                              |

### 11º incontro, New Delhi 2009
| Stato            | Partito                                                    |
| ---------------- | ---------------------------------------------------------- |
| Argentina        | Partito Comunista dell'Argentina                           |
| Australia        | Partito Comunista d'Australia                              |
| Bangladesh       | Partito Comunista del Bangladesh                           |
| Belgio           | Partito del Lavoro del Belgio                              |
| Bolivia          | Partito Comunista della Bolivia                            |
| Brasile          | Partito Comunista Brasiliano                               |
| Brasile          | Partito Comunista del Brasile                              |
| Canada           | Partito Comunista del Canada                               |
| Cina             | Partito Comunista Cinese                                   |
| Cipro            | Partito Progressista dei Lavoratori                        |
| Corea del Nord   | Partito del Lavoro di Corea                                |
| Cuba             | Partito Comunista di Cuba                                  |
| Danimarca        | Partito Comunista di Danimarca                             |
| Danimarca        | Partito Comunista in Danimarca                             |
| Finlandia        | Partito Comunista di Finlandia                             |
| Francia          | Partito Comunista Francese                                 |
| Germania         | Partito Comunista Tedesco                                  |
| Grecia           | Partito Comunista di Grecia                                |
| India            | Partito Comunista d'India                                  |
| India            | Partito Comunista d'India (Marxista)                       |
| Iran             | Partito Iraniano del Tudeh                                 |
| Iraq             | Partito Comunista Iracheno                                 |
| Irlanda          | Partito Comunista d'Irlanda                                |
| Israele          | Partito Comunista di Israele                               |
| Italia           | Partito dei Comunisti Italiani                             |
| Italia           | Partito della Rifondazione Comunista                       |
| Kirghizistan     | Partito dei Comunisti del Kirghizistan                     |
| Laos             | Partito Rivoluzionario del Popolo Lao                      |
| Lettonia         | Partito Socialista di Lettonia                             |
| Libano           | Partito Comunista Libanese                                 |
| Lussemburgo      | Partito Comunista del Lussemburgo                          |
| Messico          | Partito Comunista del Messico                              |
| Nepal            | Partito Comunista del Nepal (marxista-leninista unificato) |
| Norvegia         | Partito Comunista di Norvegia                              |
| Paesi Bassi      | Nuovo Partito Comunista dei Paesi Bassi                    |
| Pakistan         | Partito Comunista Pakistano                                |
| Palestina        | Partito Comunista Palestinese                              |
| Palestina        | Partito Popolare Palestinese                               |
| Perù             | Partito Comunista Peruviano                                |
| Portogallo       | Partito Comunista Portoghese                               |
| Regno Unito      | Partito Comunista Britannico                               |
| Rep. Ceca        | Partito Comunista di Boemia e Moravia                      |
| Russia           | Partito Comunista della Federazione Russa                  |
| Russia           | Partito Comunista Operaio Russo                            |
| Unione Sovietica | Unione dei Partiti Comunisti - PCUS                        |
| Serbia           | Nuovo Partito Comunista di Jugoslavia                      |
| Siria            | Partito Comunista Siriano (Bakdash)                        |
| Siria            | Partito Comunista Siriano (Unificato)                      |
| Spagna           | Partito Comunista dei Popoli di Spagna                     |
| Spagna           | Partito Comunista di Spagna                                |
| Sri Lanka        | Partito Comunista dello Sri Lanka                          |
| Stati Uniti      | Partito Comunista degli Stati Uniti d'America              |
| Sudafrica        | Partito Comunista Sudafricano                              |
| Svezia           | Partito Comunista di Svezia                                |
| Turchia          | Partito Comunista di Turchia                               |
| Ungheria         | Partito Operaio Ungherese                                  |
| Vietnam          | Partito Comunista del Vietnam                              |

### 10º incontro, San Paolo 2008
Il 10º incontro, organizzato dal Partito Comunista del Brasile, all'epoca componente della coalizione di governo Per un Brasile che Continui a Cambiare guidata da Lula, si tenne a San Paolo.
| Stato            | Partito                                                    |
| ---------------- | ---------------------------------------------------------- |
| Algeria          | Partito Algerino per la Democrazia e il Socialismo         |
| Argentina        | Partito Comunista dell'Argentina                           |
| Belgio           | Partito del Lavoro del Belgio                              |
| Bielorussia      | Partito Comunista della Bielorussia                        |
| Brasile          | Partito Comunista Brasiliano                               |
| Brasile          | Partito Comunista del Brasile                              |
| Bulgaria         | Partito Comunista di Bulgaria                              |
| Canada           | Partito Comunista del Canada                               |
| Cile             | Partito Comunista del Cile                                 |
| Cina             | Partito Comunista Cinese                                   |
| Cipro            | Partito Progressista dei Lavoratori                        |
| Colombia         | Partito Comunista Colombiano                               |
| Corea del Nord   | Partito del Lavoro di Corea                                |
| Cuba             | Partito Comunista di Cuba                                  |
| Danimarca        | Partito Comunista di Danimarca                             |
| Danimarca        | Partito Comunista in Danimarca                             |
| Ecuador          | Partito Comunista dell'Ecuador                             |
| Finlandia        | Partito Comunista di Finlandia                             |
| Francia          | Partito Comunista Francese                                 |
| Georgia          | Partito Comunista Unificato della Georgia                  |
| Germania         | Partito Comunista Tedesco                                  |
| Grecia           | Partito Comunista di Grecia                                |
| India            | Partito Comunista d'India                                  |
| India            | Partito Comunista d'India (Marxista)                       |
| Iran             | Partito Iraniano del Tudeh                                 |
| Iraq             | Partito Comunista Iracheno                                 |
| Irlanda          | Partito Comunista d'Irlanda                                |
| Irlanda          | Partito dei Lavoratori                                     |
| Italia           | Partito dei Comunisti Italiani                             |
| Italia           | Partito della Rifondazione Comunista                       |
| Laos             | Partito Rivoluzionario del Popolo Lao                      |
| Lettonia         | Partito Socialista di Lettonia                             |
| Libano           | Partito Comunista Libanese                                 |
| Lussemburgo      | Partito Comunista del Lussemburgo                          |
| Messico          | Partito Comunista del Messico                              |
| Nepal            | Partito Comunista del Nepal (marxista-leninista unificato) |
| Norvegia         | Partito Comunista di Norvegia                              |
| Paesi Bassi      | Nuovo Partito Comunista dei Paesi Bassi                    |
| Palestina        | Partito Comunista Palestinese                              |
| Palestina        | Partito Popolare Palestinese                               |
| Panama           | Partito del Popolo di Panama                               |
| Paraguay         | Partito Comunista Paraguaiano                              |
| Perù             | Partito Comunista del Perù (Patria rossa)                  |
| Perù             | Partito Comunista Peruviano                                |
| Portogallo       | Partito Comunista Portoghese                               |
| Regno Unito      | Partito Comunista Britannico                               |
| Rep. Ceca        | Partito Comunista di Boemia e Moravia                      |
| Russia           | Partito Comunista della Federazione Russa                  |
| Russia           | Partito Comunista Operaio Russo                            |
| Unione Sovietica | Unione dei Partiti Comunisti - PCUS                        |
| Siria            | Partito Comunista Siriano (Bakdash)                        |
| Siria            | Partito Comunista Siriano (Unificato)                      |
| Spagna           | Partito Comunista dei Popoli di Spagna                     |
| Stati Uniti      | Partito Comunista degli Stati Uniti d'America              |
| Sudafrica        | Partito Comunista Sudafricano                              |
| Svezia           | Partito Comunista di Svezia                                |
| Turchia          | Partito Comunista di Turchia                               |
| Ucraina          | Partito Comunista dell'Ucraina                             |
| Ucraina          | Unione dei Comunisti d'Ucraina                             |
| Ungheria         | Partito Operaio Ungherese                                  |
| Uruguay          | Partito Comunista dell'Uruguay                             |
| Venezuela        | Partito Comunista del Venezuela                            |
| Vietnam          | Partito Comunista del Vietnam                              |

### 9º incontro, Minsk 2007
Il 9º incontro, organizzato dal Partito Comunista di Bielorussia, si tenne a Minsk.
| Stato              | Partito                                                    |
| ------------------ | ---------------------------------------------------------- |
| Algeria            | Partito Algerino per la Democrazia e il Socialismo         |
| Armenia            | Partito Comunista Armeno                                   |
| Australia          | Partito Comunista d'Australia                              |
| Azerbaigian        | Partito Comunista dell'Azerbaigian                         |
| Bahrein            | Tribuna Progressista Democratica - Bahrain                 |
| Belgio             | Partito del Lavoro del Belgio                              |
| Bielorussia        | Partito Comunista della Bielorussia                        |
| Brasile            | Partito Comunista del Brasile                              |
| Bulgaria           | Partito Comunista di Bulgaria                              |
| Canada             | Partito Comunista del Canada                               |
| Cile               | Partito Comunista del Cile                                 |
| Cina               | Partito Comunista Cinese                                   |
| Cipro              | Partito Progressista dei Lavoratori                        |
| Corea del Nord     | Partito del Lavoro di Corea                                |
| Cuba               | Partito Comunista di Cuba                                  |
| Danimarca          | Partito Comunista di Danimarca                             |
| Danimarca          | Partito Comunista in Danimarca                             |
| Filippine          | Partito Comunista delle Filippine-1930                     |
| Finlandia          | Partito Comunista di Finlandia                             |
| Georgia            | Partito Comunista Unificato della Georgia                  |
| Germania           | Partito Comunista Tedesco                                  |
| Giordania          | Partito Comunista Giordano                                 |
| Grecia             | Partito Comunista di Grecia                                |
| India              | Partito Comunista d'India                                  |
| India              | Partito Comunista d'India (Marxista)                       |
| Iran               | Partito Iraniano del Tudeh                                 |
| Iraq               | Partito Comunista Iracheno                                 |
| Irlanda            | Partito Comunista d'Irlanda                                |
| Israele            | Partito Comunista di Israele                               |
| Italia             | Partito dei Comunisti Italiani                             |
| Kirghizistan       | Partito dei Comunisti del Kirghizistan                     |
| Laos               | Partito Rivoluzionario del Popolo Lao                      |
| Lettonia           | Partito Socialista di Lettonia                             |
| Libano             | Partito Comunista Libanese                                 |
| Lituania           | Partito Socialista di Lituania                             |
| Lussemburgo        | Partito Comunista del Lussemburgo                          |
| Macedonia del Nord | Partito Comunista Macedone                                 |
| Messico            | Partito Comunista del Messico                              |
| Messico            | Partito Popolare Socialista                                |
| Moldavia           | Partito dei Comunisti della Repubblica di Moldavia         |
| Nepal              | Partito Comunista del Nepal (marxista-leninista unificato) |
| Norvegia           | Partito Comunista di Norvegia                              |
| Pakistan           | Partito Comunista Pakistano                                |
| Polonia            | Partito Comunista di Polonia                               |
| Portogallo         | Partito Comunista Portoghese                               |
| Regno Unito        | Partito Comunista Britannico                               |
| Rep. Ceca          | Partito Comunista di Boemia e Moravia                      |
| Russia             | Partito Comunista della Federazione Russa                  |
| Russia             | Partito Comunista dell'Unione Sovietica                    |
| Russia             | Partito Comunista Operaio Russo                            |
| Unione Sovietica   | Unione dei Partiti Comunisti - PCUS                        |
| Serbia             | Nuovo Partito Comunista di Jugoslavia                      |
| Siria              | Partito Comunista Siriano (Bakdash)                        |
| Siria              | Partito Comunista Siriano (Unificato)                      |
| Slovacchia         | Partito Comunista di Slovacchia                            |
| Spagna             | Partito Comunista dei Popoli di Spagna                     |
| Spagna             | Partito Comunista di Spagna                                |
| Spagna             | Sinistra Unita                                             |
| Sri Lanka          | Partito Comunista dello Sri Lanka                          |
| Stati Uniti        | Partito Comunista degli Stati Uniti d'America              |
| Sudan              | Partito Comunista Sudanese                                 |
| Turchia            | Partito Comunista di Turchia                               |
| Turchia            | Partito del Lavoro                                         |
| Ucraina            | Partito Comunista dell'Ucraina                             |
| Ucraina            | Unione dei Comunisti d'Ucraina                             |
| Ungheria           | Partito Operaio Ungherese                                  |
| Venezuela          | Partito Comunista del Venezuela                            |
| Vietnam            | Partito Comunista del Vietnam                              |

### 8º incontro, Lisbona 2006
L'8º incontro, organizzato dal Partito Comunista Portoghese, si tenne a Lisbona. Fu il primo ad essere organizzato fuori da Atene.
| Stato                | Partito                                                  |
| -------------------- | -------------------------------------------------------- |
| Algeria              | Partito Algerino per la Democrazia e il Socialismo       |
| Argentina            | Partito Comunista dell'Argentina                         |
| Australia            | Partito Comunista d'Australia                            |
| Bahrein              | Tribuna Progressista Democratica - Bahrain               |
| Belgio               | Partito del Lavoro del Belgio                            |
| Bosnia ed Erzegovina | Partito Comunista dei Lavoratori di Bosnia ed Erzegovina |
| Brasile              | Partito Comunista Brasiliano                             |
| Brasile              | Partito Comunista del Brasile                            |
| Canada               | Partito Comunista del Canada                             |
| Cile                 | Partito Comunista del Cile                               |
| Cina                 | Partito Comunista Cinese                                 |
| Cipro                | Partito Progressista dei Lavoratori                      |
| Colombia             | Partito Comunista Colombiano                             |
| Cuba                 | Partito Comunista di Cuba                                |
| Danimarca            | Partito Comunista di Danimarca                           |
| Danimarca            | Partito Comunista in Danimarca                           |
| Finlandia            | Partito Comunista di Finlandia                           |
| Francia              | Partito Comunista Francese                               |
| Georgia              | Partito Comunista Unificato della Georgia                |
| Germania             | Partito Comunista Tedesco                                |
| Grecia               | Partito Comunista di Grecia                              |
| India                | Partito Comunista d'India                                |
| India                | Partito Comunista d'India (Marxista)                     |
| Iran                 | Partito Iraniano del Tudeh                               |
| Iraq                 | Partito Comunista Iracheno                               |
| Irlanda              | Partito dei Lavoratori                                   |
| Italia               | Partito dei Comunisti Italiani                           |
| Italia               | Partito della Rifondazione Comunista                     |
| Laos                 | Partito Rivoluzionario del Popolo Lao                    |
| Lettonia             | Partito Socialista di Lettonia                           |
| Libano               | Partito Comunista Libanese                               |
| Lussemburgo          | Partito Comunista del Lussemburgo                        |
| Macedonia del Nord   | Partito Comunista Macedone                               |
| Malta                | Partito Comunista Maltese                                |
| Messico              | Partito Comunista del Messico                            |
| Messico              | Partito Popolare Socialista                              |
| Norvegia             | Partito Comunista di Norvegia                            |
| Paesi Bassi          | Nuovo Partito Comunista dei Paesi Bassi                  |
| Perù                 | Partito Comunista del Perù (Patria rossa)                |
| Perù                 | Partito Comunista Peruviano                              |
| Portogallo           | Partito Comunista Portoghese                             |
| Regno Unito          | Nuovo Partito Comunista della Britannia                  |
| Regno Unito          | Partito Comunista Britannico                             |
| Rep. Ceca            | Partito Comunista di Boemia e Moravia                    |
| Russia               | Partito Comunista della Federazione Russa                |
| Russia               | Partito Comunista Operaio Russo                          |
| Serbia               | Nuovo Partito Comunista di Jugoslavia                    |
| Siria                | Partito Comunista Siriano (Bakdash)                      |
| Siria                | Partito Comunista Siriano (Unificato)                    |
| Slovacchia           | Partito Comunista di Slovacchia                          |
| Spagna               | Partito Comunista dei Popoli di Spagna                   |
| Spagna               | Partito Comunista di Spagna                              |
| Spagna               | Partito dei Comunisti Catalani                           |
| Stati Uniti          | Partito Comunista degli Stati Uniti d'America            |
| Sudafrica            | Partito Comunista Sudafricano                            |
| Sudan                | Partito Comunista Sudanese                               |
| Svezia               | Partito Comunista di Svezia                              |
| Turchia              | Partito Comunista di Turchia                             |
| Turchia              | Partito del Lavoro                                       |
| Ucraina              | Partito Comunista dell'Ucraina                           |
| Ucraina              | Unione dei Comunisti d'Ucraina                           |
| Ungheria             | Partito Operaio Ungherese                                |
| Vietnam              | Partito Comunista del Vietnam                            |

### 7º incontro, Atene 2005
| Stato                | Partito                                                          |
| -------------------- | ---------------------------------------------------------------- |
| Albania              | Partito Comunista d'Albania                                      |
| Algeria              | Partito Algerino per la Democrazia e il Socialismo               |
| Argentina            | Partito Comunista dell'Argentina                                 |
| Australia            | Partito Comunista d'Australia                                    |
| Austria              | Partito Comunista d'Austria                                      |
| Bahrein              | Tribuna Progressista Democratica - Bahrain                       |
| Bangladesh           | Partito Comunista del Bangladesh                                 |
| Belgio               | Partito del Lavoro del Belgio                                    |
| Bielorussia          | Partito Comunista della Bielorussia                              |
| Bosnia ed Erzegovina | Partito Comunista dei Lavoratori di Bosnia ed Erzegovina         |
| Brasile              | Partito Comunista del Brasile                                    |
| Bulgaria             | Partito Comunista Bulgaro "Georgi Dimitrov"                      |
| Bulgaria             | Partito Comunista di Bulgaria                                    |
| Canada               | Partito Comunista del Canada                                     |
| Cile                 | Partito Comunista del Cile                                       |
| Cina                 | Partito Comunista Cinese                                         |
| Cipro                | Partito Progressista dei Lavoratori                              |
| Colombia             | Forze Armate Rivoluzionarie della Colombia - Esercito del Popolo |
| Corea del Nord       | Partito del Lavoro di Corea                                      |
| Cuba                 | Partito Comunista di Cuba                                        |
| Danimarca            | Partito Comunista di Danimarca                                   |
| Danimarca            | Partito Comunista in Danimarca                                   |
| Egitto               | Partito Comunista Egiziano                                       |
| Estonia              | Partito Comunista dell'Estonia                                   |
| Filippine            | Partito Comunista delle Filippine-1930                           |
| Finlandia            | Partito Comunista di Finlandia                                   |
| Georgia              | Partito Comunista Unificato della Georgia                        |
| Germania             | Partito Comunista Tedesco                                        |
| Giordania            | Partito Comunista Giordano                                       |
| Grecia               | Partito Comunista di Grecia                                      |
| India                | Partito Comunista d'India                                        |
| India                | Partito Comunista d'India (Marxista)                             |
| Iran                 | Partito Iraniano del Tudeh                                       |
| Iraq                 | Partito Comunista del Kurdistan - Iraq                           |
| Iraq                 | Partito Comunista Iracheno                                       |
| Irlanda              | Partito Comunista d'Irlanda                                      |
| Irlanda              | Partito dei Lavoratori                                           |
| Israele              | Partito Comunista di Israele                                     |
| Italia               | Partito dei Comunisti Italiani                                   |
| Italia               | Partito della Rifondazione Comunista                             |
| Laos                 | Partito Rivoluzionario del Popolo Lao                            |
| Lettonia             | Partito Socialista di Lettonia                                   |
| Libano               | Partito Comunista Libanese                                       |
| Lituania             | Partito Socialista di Lituania                                   |
| Lussemburgo          | Partito Comunista del Lussemburgo                                |
| Macedonia del Nord   | Partito Comunista Macedone                                       |
| Madagascar           | Partito del Congresso per l'Indipendenza del Madagascar          |
| Malta                | Partito Comunista Maltese                                        |
| Messico              | Partito Comunista del Messico                                    |
| Messico              | Partito Socialista Popolare del Messico                          |
| Moldavia             | Partito dei Comunisti della Repubblica di Moldavia               |
| Norvegia             | Partito Comunista di Norvegia                                    |
| Paesi Bassi          | Nuovo Partito Comunista dei Paesi Bassi                          |
| Palestina            | Partito Comunista Palestinese                                    |
| Polonia              | Partito Comunista di Polonia                                     |
| Portogallo           | Partito Comunista Portoghese                                     |
| Regno Unito          | Nuovo Partito Comunista della Britannia                          |
| Regno Unito          | Partito Comunista Britannico                                     |
| Rep. Ceca            | Partito Comunista di Boemia e Moravia                            |
| Romania              | Partito Comunista Rumeno                                         |
| Romania              | Partito di Alleanza Socialista                                   |
| Russia               | Partito Comunista della Federazione Russa                        |
| Russia               | Partito Comunista dell'Unione Sovietica                          |
| Russia               | Partito Comunista Operaio Russo                                  |
| Unione Sovietica     | Unione dei Partiti Comunisti - PCUS                              |
| Serbia               | Nuovo Partito Comunista di Jugoslavia                            |
| Siria                | Partito Comunista Siriano (Bakdash)                              |
| Siria                | Partito Comunista Siriano (Unificato)                            |
| Slovacchia           | Partito Comunista di Slovacchia                                  |
| Spagna               | Partito Comunista dei Popoli di Spagna                           |
| Spagna               | Partito Comunista di Spagna                                      |
| Spagna               | Partito dei Comunisti Catalani                                   |
| Stati Uniti          | Partito Comunista degli Stati Uniti d'America                    |
| Sudafrica            | Partito Comunista Sudafricano                                    |
| Sudan                | Partito Comunista Sudanese                                       |
| Svezia               | Partito Comunista di Svezia                                      |
| Tagikistan           | Partito Comunista del Tagikistan                                 |
| Turchia              | Partito Comunista di Turchia                                     |
| Ucraina              | Partito Comunista dell'Ucraina                                   |
| Ucraina              | Unione dei Comunisti d'Ucraina                                   |
| Ungheria             | Partito Operaio Ungherese                                        |
| Venezuela            | Partito Comunista del Venezuela                                  |
| Vietnam              | Partito Comunista del Vietnam                                    |

### 6º incontro, Atene 2004
| Stato                | Partito                                                    |
| -------------------- | ---------------------------------------------------------- |
| Albania              | Partito Comunista d'Albania                                |
| Algeria              | Partito Algerino per la Democrazia e il Socialismo         |
| Argentina            | Partito Comunista dell'Argentina                           |
| Australia            | Partito Comunista d'Australia                              |
| Austria              | Partito Comunista d'Austria                                |
| Bahrein              | Tribuna Progressista Democratica - Bahrain                 |
| Bangladesh           | Partito Comunista del Bangladesh                           |
| Belgio               | Partito del Lavoro del Belgio                              |
| Bosnia ed Erzegovina | Partito Comunista dei Lavoratori di Bosnia ed Erzegovina   |
| Brasile              | Partito Comunista del Brasile                              |
| Bulgaria             | Partito Comunista Bulgaro "Georgi Dimitrov"                |
| Bulgaria             | Partito Comunista di Bulgaria                              |
| Canada               | Partito Comunista del Canada                               |
| Cile                 | Partito Comunista del Cile                                 |
| Cipro                | Partito Progressista dei Lavoratori                        |
| Colombia             | Partito Comunista Colombiano                               |
| Corea del Nord       | Partito del Lavoro di Corea                                |
| Cuba                 | Partito Comunista di Cuba                                  |
| Danimarca            | Partito Comunista di Danimarca                             |
| Danimarca            | Partito Comunista in Danimarca                             |
| Ecuador              | Partito Comunista dell'Ecuador                             |
| Estonia              | Partito Comunista dell'Estonia                             |
| Filippine            | Partito Comunista delle Filippine-1930                     |
| Finlandia            | Partito Comunista di Finlandia                             |
| Georgia              | Partito Comunista Unificato della Georgia                  |
| Germania             | Partito Comunista Tedesco                                  |
| Giordania            | Partito Comunista Giordano                                 |
| Grecia               | Partito Comunista di Grecia                                |
| India                | Partito Comunista d'India                                  |
| India                | Partito Comunista d'India (Marxista)                       |
| Iran                 | Partito Iraniano del Tudeh                                 |
| Iraq                 | Partito Comunista Iracheno                                 |
| Irlanda              | Partito Comunista d'Irlanda                                |
| Irlanda              | Partito dei Lavoratori                                     |
| Israele              | Partito Comunista di Israele                               |
| Italia               | Partito dei Comunisti Italiani                             |
| Italia               | Partito della Rifondazione Comunista                       |
| Laos                 | Partito Rivoluzionario del Popolo Lao                      |
| Lettonia             | Partito Socialista di Lettonia                             |
| Libano               | Partito Comunista Libanese                                 |
| Lituania             | Partito Socialista di Lituania                             |
| Lussemburgo          | Partito Comunista del Lussemburgo                          |
| Malta                | Partito Comunista Maltese                                  |
| Messico              | Partito Comunista del Messico                              |
| Messico              | Partito Socialista Popolare del Messico                    |
| Moldavia             | Partito dei Comunisti della Repubblica di Moldavia         |
| Nepal                | Partito Comunista del Nepal (marxista-leninista unificato) |
| Norvegia             | Partito Comunista di Norvegia                              |
| Paesi Bassi          | Nuovo Partito Comunista dei Paesi Bassi                    |
| Palestina            | Partito Comunista Palestinese                              |
| Palestina            | Partito Popolare Palestinese                               |
| Polonia              | Partito Comunista di Polonia                               |
| Portogallo           | Partito Comunista Portoghese                               |
| Regno Unito          | Nuovo Partito Comunista della Britannia                    |
| Regno Unito          | Partito Comunista Britannico                               |
| Rep. Ceca            | Partito Comunista di Boemia e Moravia                      |
| Romania              | Partito Comunista Rumeno                                   |
| Romania              | Partito di Alleanza Socialista                             |
| Russia               | Partito Comunista della Federazione Russa                  |
| Russia               | Partito Comunista dell'Unione Sovietica                    |
| Russia               | Partito Comunista Operaio Russo                            |
| Unione Sovietica     | Unione dei Partiti Comunisti - PCUS                        |
| Serbia               | Nuovo Partito Comunista di Jugoslavia                      |
| Siria                | Partito Comunista Siriano (Bakdash)                        |
| Siria                | Partito Comunista Siriano (Unificato)                      |
| Slovacchia           | Partito Comunista di Slovacchia                            |
| Spagna               | Partito Comunista dei Popoli di Spagna                     |
| Spagna               | Partito Comunista di Spagna                                |
| Spagna               | Sinistra Unita                                             |
| Stati Uniti          | Partito Comunista degli Stati Uniti d'America              |
| Sudafrica            | Partito Comunista Sudafricano                              |
| Sudan                | Partito Comunista Sudanese                                 |
| Svezia               | Partito Comunista di Svezia                                |
| Turchia              | Partito Comunista di Turchia                               |
| Turchia              | Partito del Lavoro                                         |
| Ucraina              | Partito Comunista dell'Ucraina                             |
| Ucraina              | Unione dei Comunisti d'Ucraina                             |
| Venezuela            | Partito Comunista del Venezuela                            |
| Vietnam              | Partito Comunista del Vietnam                              |

### 5º incontro, Atene 2003
| Stato            | Partito                                                          |
| ---------------- | ---------------------------------------------------------------- |
| Albania          | Partito Comunista d'Albania                                      |
| Algeria          | Partito Algerino per la Democrazia e il Socialismo               |
| Argentina        | Partito Comunista dell'Argentina                                 |
| Armenia          | Partito Comunista Armeno                                         |
| Australia        | Partito Comunista d'Australia                                    |
| Austria          | Partito Comunista d'Austria                                      |
| Bahrein          | Tribuna Progressista Democratica - Bahrain                       |
| Bangladesh       | Partito Comunista del Bangladesh                                 |
| Belgio           | Partito del Lavoro del Belgio                                    |
| Bielorussia      | Partito Comunista della Bielorussia                              |
| Brasile          | Partito Comunista Brasiliano                                     |
| Brasile          | Partito Comunista del Brasile                                    |
| Bulgaria         | Partito Comunista Bulgaro "Georgi Dimitrov"                      |
| Bulgaria         | Partito Comunista di Bulgaria                                    |
| Canada           | Partito Comunista del Canada                                     |
| Cile             | Partito Comunista del Cile                                       |
| Cina             | Partito Comunista Cinese                                         |
| Cipro            | Partito Progressista dei Lavoratori                              |
| Colombia         | Forze Armate Rivoluzionarie della Colombia - Esercito del Popolo |
| Colombia         | Partito Comunista Colombiano                                     |
| Corea del Nord   | Partito del Lavoro di Corea                                      |
| Cuba             | Partito Comunista di Cuba                                        |
| Danimarca        | Partito Comunista di Danimarca                                   |
| Danimarca        | Partito Comunista in Danimarca                                   |
| Egitto           | Partito Comunista Egiziano                                       |
| Filippine        | Partito Comunista delle Filippine-1930                           |
| Finlandia        | Partito Comunista di Finlandia                                   |
| Francia          | Partito Comunista Francese                                       |
| Germania         | Partito Comunista Tedesco                                        |
| Giordania        | Partito Comunista Giordano                                       |
| Grecia           | Partito Comunista di Grecia                                      |
| India            | Partito Comunista d'India                                        |
| India            | Partito Comunista d'India (Marxista)                             |
| Iran             | Partito Iraniano del Tudeh                                       |
| Iraq             | Partito Comunista Iracheno                                       |
| Irlanda          | Partito Comunista d'Irlanda                                      |
| Irlanda          | Partito dei Lavoratori                                           |
| Israele          | Partito Comunista di Israele                                     |
| Italia           | Partito dei Comunisti Italiani                                   |
| Italia           | Partito della Rifondazione Comunista                             |
| Laos             | Partito Rivoluzionario del Popolo Lao                            |
| Lettonia         | Partito Socialista di Lettonia                                   |
| Libano           | Partito Comunista Libanese                                       |
| Lituania         | Partito Socialista di Lituania                                   |
| Lussemburgo      | Partito Comunista del Lussemburgo                                |
| Messico          | Partito Comunista del Messico                                    |
| Messico          | Partito Socialista Popolare del Messico                          |
| Moldavia         | Partito dei Comunisti della Repubblica di Moldavia               |
| Nepal            | Partito Comunista del Nepal (marxista-leninista unificato)       |
| Norvegia         | Partito Comunista di Norvegia                                    |
| Paesi Bassi      | Nuovo Partito Comunista dei Paesi Bassi                          |
| Palestina        | Partito Comunista Palestinese                                    |
| Palestina        | Partito Popolare Palestinese                                     |
| Polonia          | Partito Comunista di Polonia                                     |
| Portogallo       | Partito Comunista Portoghese                                     |
| Regno Unito      | Nuovo Partito Comunista della Britannia                          |
| Regno Unito      | Partito Comunista Britannico                                     |
| Rep. Ceca        | Partito Comunista di Boemia e Moravia                            |
| Romania          | Partito Comunista Rumeno                                         |
| Romania          | Partito dei Lavoratori Rumeno                                    |
| Romania          | Partito di Alleanza Socialista                                   |
| Russia           | Partito Comunista della Federazione Russa                        |
| Russia           | Partito Comunista Operaio Russo                                  |
| Unione Sovietica | Unione dei Partiti Comunisti - PCUS                              |
| Serbia           | Nuovo Partito Comunista di Jugoslavia                            |
| Siria            | Partito Comunista Siriano (Bakdash)                              |
| Siria            | Partito Comunista Siriano (Unificato)                            |
| Slovacchia       | Partito Comunista di Slovacchia                                  |
| Spagna           | Partito Comunista dei Popoli di Spagna                           |
| Spagna           | Partito Comunista di Spagna                                      |
| Stati Uniti      | Partito Comunista degli Stati Uniti d'America                    |
| Sudan            | Partito Comunista Sudanese                                       |
| Tagikistan       | Partito Comunista del Tagikistan                                 |
| Turchia          | Partito Comunista di Turchia                                     |
| Turchia          | Partito del Lavoro                                               |
| Ucraina          | Partito Comunista dell'Ucraina                                   |
| Ucraina          | Unione dei Comunisti d'Ucraina                                   |
| Ungheria         | Partito Operaio Ungherese                                        |
| Uruguay          | Partito Comunista dell'Uruguay                                   |
| Vietnam          | Partito Comunista del Vietnam                                    |

### 4º incontro, Atene 2002
| Stato            | Partito                                                          |
| ---------------- | ---------------------------------------------------------------- |
| Albania          | Partito Comunista d'Albania                                      |
| Algeria          | Partito Algerino per la Democrazia e il Socialismo               |
| Argentina        | Partito Comunista dell'Argentina                                 |
| Armenia          | Partito Comunista Armeno                                         |
| Australia        | Partito Comunista d'Australia                                    |
| Austria          | Partito Comunista d'Austria                                      |
| Bahrein          | Fronte Nazionale di Liberazione - Bahrain                        |
| Bangladesh       | Partito Comunista del Bangladesh                                 |
| Belgio           | Partito Comunista                                                |
| Belgio           | Partito del Lavoro del Belgio                                    |
| Bielorussia      | Partito Comunista della Bielorussia                              |
| Brasile          | Partito Comunista del Brasile                                    |
| Bulgaria         | Partito Comunista Bulgaro "Georgi Dimitrov"                      |
| Bulgaria         | Partito Comunista di Bulgaria                                    |
| Canada           | Partito Comunista del Canada                                     |
| Cile             | Partito Comunista del Cile                                       |
| Cina             | Partito Comunista Cinese                                         |
| Cipro            | Partito Progressista dei Lavoratori                              |
| Colombia         | Forze Armate Rivoluzionarie della Colombia - Esercito del Popolo |
| Colombia         | Partito Comunista Colombiano                                     |
| Corea del Nord   | Partito del Lavoro di Corea                                      |
| Cuba             | Partito Comunista di Cuba                                        |
| Danimarca        | Partito Comunista di Danimarca                                   |
| Danimarca        | Partito Comunista in Danimarca                                   |
| Egitto           | Partito Comunista Egiziano                                       |
| Filippine        | Partito Comunista delle Filippine-1930                           |
| Finlandia        | Partito Comunista di Finlandia                                   |
| Francia          | Partito Comunista Francese                                       |
| Germania         | Partito Comunista Tedesco                                        |
| Grecia           | Partito Comunista di Grecia                                      |
| India            | Partito Comunista d'India                                        |
| India            | Partito Comunista d'India (Marxista)                             |
| Iran             | Partito Iraniano del Tudeh                                       |
| Iraq             | Partito Comunista del Kurdistan - Iraq                           |
| Iraq             | Partito Comunista Iracheno                                       |
| Irlanda          | Partito dei Lavoratori                                           |
| Israele          | Partito Comunista di Israele                                     |
| Italia           | Partito dei Comunisti Italiani                                   |
| Italia           | Partito della Rifondazione Comunista                             |
| Lettonia         | Partito Socialista di Lettonia                                   |
| Libano           | Partito Comunista Libanese                                       |
| Messico          | Partito Comunista del Messico                                    |
| Messico          | Partito Popolare Socialista                                      |
| Messico          | Partito Socialista Popolare del Messico                          |
| Moldavia         | Partito dei Comunisti della Repubblica di Moldavia               |
| Nepal            | Partito Comunista del Nepal (marxista-leninista unificato)       |
| Norvegia         | Partito Comunista di Norvegia                                    |
| Paesi Bassi      | Nuovo Partito Comunista dei Paesi Bassi                          |
| Palestina        | Partito Comunista Palestinese                                    |
| Palestina        | Partito Popolare Palestinese                                     |
| Polonia          | Partito Comunista di Polonia                                     |
| Portogallo       | Partito Comunista Portoghese                                     |
| Regno Unito      | Partito Comunista Britannico                                     |
| Rep. Ceca        | Partito Comunista di Boemia e Moravia                            |
| Romania          | Partito dei Lavoratori Rumeno                                    |
| Romania          | Partito di Alleanza Socialista                                   |
| Russia           | Partito Comunista della Federazione Russa                        |
| Russia           | Partito Comunista dell'Unione Sovietica                          |
| Russia           | Partito Comunista Operaio Russo                                  |
| Unione Sovietica | Unione dei Partiti Comunisti - PCUS                              |
| Serbia           | Nuovo Partito Comunista di Jugoslavia                            |
| Siria            | Partito Comunista Siriano (Bakdash)                              |
| Siria            | Partito Comunista Siriano (Unificato)                            |
| Slovacchia       | Partito Comunista di Slovacchia                                  |
| Spagna           | Partito Comunista dei Popoli di Spagna                           |
| Spagna           | Partito Comunista di Spagna                                      |
| Spagna           | Sinistra Unita                                                   |
| Sri Lanka        | Partito Comunista dello Sri Lanka                                |
| Stati Uniti      | Partito Comunista degli Stati Uniti d'America                    |
| Sudan            | Partito Comunista Sudanese                                       |
| Svezia           | Partito Comunista di Svezia                                      |
| Turchia          | Partito Comunista di Turchia                                     |
| Turchia          | Partito del Lavoro                                               |
| Ucraina          | Partito Comunista dell'Ucraina                                   |
| Ucraina          | Unione dei Comunisti d'Ucraina                                   |
| Ungheria         | Partito Operaio Ungherese                                        |
| Venezuela        | Partito Comunista del Venezuela                                  |
| Vietnam          | Partito Comunista del Vietnam                                    |

### 3º incontro, Atene 2001
| Stato              | Partito                                                          |
| ------------------ | ---------------------------------------------------------------- |
| Algeria            | Partito Algerino per la Democrazia e il Socialismo               |
| Argentina          | Partito Comunista dell'Argentina                                 |
| Armenia            | Partito Comunista Armeno                                         |
| Australia          | Partito Comunista d'Australia                                    |
| Bahrein            | Democratic Trend                                                 |
| Belgio             | Partito del Lavoro del Belgio                                    |
| Bielorussia        | Partito Comunista della Bielorussia                              |
| Brasile            | Partito Comunista del Brasile                                    |
| Bulgaria           | Partito Comunista Bulgaro "Georgi Dimitrov"                      |
| Bulgaria           | Partito Comunista di Bulgaria                                    |
| Bulgaria           | Partito Socialista Bulgaro - Piattaforma Marxista                |
| Canada             | Partito Comunista del Canada                                     |
| Cipro              | Partito Progressista dei Lavoratori                              |
| Colombia           | Forze Armate Rivoluzionarie della Colombia - Esercito del Popolo |
| Colombia           | Partito Comunista Colombiano                                     |
| Corea del Nord     | Partito del Lavoro di Corea                                      |
| Cuba               | Partito Comunista di Cuba                                        |
| Danimarca          | Partito Comunista in Danimarca                                   |
| Egitto             | Partito Comunista Egiziano                                       |
| Finlandia          | Partito Comunista di Finlandia                                   |
| Giordania          | Partito Comunista Giordano                                       |
| Grecia             | Partito Comunista di Grecia                                      |
| India              | Partito Comunista d'India                                        |
| India              | Partito Comunista d'India (Marxista)                             |
| Iran               | Partito Iraniano del Tudeh                                       |
| Iraq               | Partito Comunista del Kurdistan - Iraq                           |
| Iraq               | Partito Comunista Iracheno                                       |
| Israele            | Partito Comunista di Israele                                     |
| Italia             | Partito dei Comunisti Italiani                                   |
| Italia             | Partito della Rifondazione Comunista                             |
| Laos               | Partito Rivoluzionario del Popolo Lao                            |
| Lettonia           | Partito Socialista di Lettonia                                   |
| Libano             | Partito Comunista Libanese                                       |
| Lussemburgo        | La Sinistra                                                      |
| Macedonia del Nord | Partito Comunista Macedone                                       |
| Messico            | Partito Socialista Popolare del Messico                          |
| Moldavia           | Partito dei Comunisti della Repubblica di Moldavia               |
| Nepal              | Partito Comunista del Nepal (marxista-leninista unificato)       |
| Norvegia           | Partito Comunista di Norvegia                                    |
| Paesi Bassi        | Nuovo Partito Comunista dei Paesi Bassi                          |
| Portogallo         | Partito Comunista Portoghese                                     |
| Regno Unito        | Nuovo Partito Comunista della Britannia                          |
| Regno Unito        | Partito Comunista Britannico                                     |
| Rep. Ceca          | Partito Comunista di Boemia e Moravia                            |
| Romania            | Partito Comunista Rumeno                                         |
| Russia             | Partito Comunista della Federazione Russa                        |
| Russia             | Partito Comunista Operaio Russo                                  |
| Unione Sovietica   | Unione dei Partiti Comunisti - PCUS                              |
| Serbia             | Nuovo Partito Comunista di Jugoslavia                            |
| Siria              | Partito Comunista Siriano (Bakdash)                              |
| Siria              | Partito Comunista Siriano (Unificato)                            |
| Slovacchia         | Partito Comunista di Slovacchia                                  |
| Spagna             | Partito Comunista dei Popoli di Spagna                           |
| Spagna             | Partito Comunista di Spagna                                      |
| Spagna             | Sinistra Unita                                                   |
| Sri Lanka          | Partito Comunista dello Sri Lanka                                |
| Stati Uniti        | Partito Comunista degli Stati Uniti d'America                    |
| Sudafrica          | Partito Comunista Sudafricano                                    |
| Sudan              | Partito Comunista Sudanese                                       |
| Svezia             | Partito Comunista di Svezia                                      |
| Tagikistan         | Partito Comunista del Tagikistan                                 |
| Turchia            | Partito Comunista di Turchia                                     |
| Turchia            | Partito del Lavoro                                               |
| Turchia            | Partito della Libertà e della Solidarietà                        |
| Ucraina            | Partito Comunista dell'Ucraina                                   |
| Ucraina            | Unione dei Comunisti d'Ucraina                                   |
| Ungheria           | Partito Operaio Ungherese                                        |
| Vietnam            | Partito Comunista del Vietnam                                    |

### 2º incontro, Atene 2000
| Stato            | Partito                                                          |
| ---------------- | ---------------------------------------------------------------- |
| Albania          | Partito Comunista d'Albania                                      |
| Algeria          | Partito Algerino per la Democrazia e il Socialismo               |
| Armenia          | Partito Comunista Armeno                                         |
| Australia        | Partito Comunista d'Australia                                    |
| Austria          | Partito Comunista d'Austria                                      |
| Belgio           | Partito Comunista                                                |
| Belgio           | Partito del Lavoro del Belgio                                    |
| Bielorussia      | Partito Comunista della Bielorussia                              |
| Bulgaria         | Partito Comunista Bulgaro "Georgi Dimitrov"                      |
| Bulgaria         | Partito Comunista di Bulgaria                                    |
| Bulgaria         | Partito Socialista Bulgaro - Piattaforma Marxista                |
| Canada           | Partito Comunista del Canada                                     |
| Cipro            | Partito Progressista dei Lavoratori                              |
| Colombia         | Forze Armate Rivoluzionarie della Colombia - Esercito del Popolo |
| Colombia         | Partito Comunista Colombiano                                     |
| Corea del Nord   | Partito del Lavoro di Corea                                      |
| Cuba             | Partito Comunista di Cuba                                        |
| Danimarca        | Partito Comunista in Danimarca                                   |
| Egitto           | Partito Comunista Egiziano                                       |
| Filippine        | Partito Comunista delle Filippine                                |
| Filippine        | Partito Comunista delle Filippine-1930                           |
| Finlandia        | Partito Comunista di Finlandia                                   |
| Germania         | Partito Comunista Tedesco                                        |
| Giordania        | Partito Comunista Giordano                                       |
| Grecia           | Partito Comunista di Grecia                                      |
| India            | Partito Comunista d'India                                        |
| Iran             | Partito Iraniano del Tudeh                                       |
| Iraq             | Partito Comunista del Kurdistan - Iraq                           |
| Iraq             | Partito Comunista Iracheno                                       |
| Irlanda          | Partito dei Lavoratori                                           |
| Israele          | Partito Comunista di Israele                                     |
| Italia           | Partito dei Comunisti Italiani                                   |
| Italia           | Partito della Rifondazione Comunista                             |
| Lettonia         | Partito Socialista di Lettonia                                   |
| Libano           | Partito Comunista Libanese                                       |
| Moldavia         | Partito dei Comunisti della Repubblica di Moldavia               |
| Nepal            | Partito Comunista del Nepal (marxista-leninista unificato)       |
| Norvegia         | Partito Comunista di Norvegia                                    |
| Paesi Bassi      | Nuovo Partito Comunista dei Paesi Bassi                          |
| Palestina        | Partito Comunista Palestinese                                    |
| Portogallo       | Partito Comunista Portoghese                                     |
| Regno Unito      | Nuovo Partito Comunista della Britannia                          |
| Regno Unito      | Partito Comunista Britannico                                     |
| Rep. Ceca        | Partito Comunista di Boemia e Moravia                            |
| Romania          | Partito Comunista Rumeno                                         |
| Russia           | Partito Comunista della Federazione Russa                        |
| Russia           | Partito Comunista Operaio Russo                                  |
| Unione Sovietica | Unione dei Partiti Comunisti - PCUS                              |
| Serbia           | Nuovo Partito Comunista di Jugoslavia                            |
| Siria            | Partito Comunista Siriano (Bakdash)                              |
| Siria            | Partito Comunista Siriano (Unificato)                            |
| Spagna           | Partito Comunista dei Popoli di Spagna                           |
| Spagna           | Partito dei Comunisti Catalani                                   |
| Spagna           | Sinistra Unita                                                   |
| Stati Uniti      | Partito Comunista degli Stati Uniti d'America                    |
| Sudafrica        | Partito Comunista Sudafricano                                    |
| Sudan            | Partito Comunista Sudanese                                       |
| Svezia           | Partito Comunista di Svezia                                      |
| Ucraina          | Partito Comunista dell'Ucraina                                   |
| Ucraina          | Unione dei Comunisti d'Ucraina                                   |
| Ungheria         | Partito Operaio Ungherese                                        |
| Vietnam          | Partito Comunista del Vietnam                                    |

### 1º incontro, Atene 1999
Il primo incontro internazionale si tenne ad Atene, in Grecia, tra il 23 e il 25 maggio 1999.
| Stato              | Partito                                                                |
| ------------------ | ---------------------------------------------------------------------- |
| Albania            | Partito Comunista d'Albania                                            |
| Algeria            | Partito Algerino per la Democrazia e il Socialismo                     |
| Argentina          | Partito Comunista dell'Argentina                                       |
| Armenia            | Partito Comunista Armeno                                               |
| Australia          | Partito Comunista d'Australia                                          |
| Austria            | Partito Comunista d'Austria                                            |
| Azerbaigian        | Partito Comunista dell'Azerbaigian                                     |
| Bahrein            | Fronte Nazionale di Liberazione - Bahrain                              |
| Belgio             | Partito Comunista                                                      |
| Belgio             | Partito del Lavoro del Belgio                                          |
| Bielorussia        | Partito Comunista della Bielorussia                                    |
| Brasile            | Partito Comunista del Brasile                                          |
| Bulgaria           | Comitato d'Iniziativa per l'Unione del Movimento Comunista in Bulgaria |
| Bulgaria           | Partito Comunista Bulgaro "Georgi Dimitrov"                            |
| Bulgaria           | Partito Comunista di Bulgaria                                          |
| Bulgaria           | Partito Socialista Bulgaro - Piattaforma Marxista                      |
| Canada             | Partito Comunista del Canada                                           |
| Cile               | Partito Comunista del Cile                                             |
| Cipro              | Partito Progressista dei Lavoratori                                    |
| Colombia           | Partito Comunista Colombiano                                           |
| Corea del Nord     | Partito del Lavoro di Corea                                            |
| Cuba               | Partito Comunista di Cuba                                              |
| Danimarca          | Partito Comunista in Danimarca                                         |
| Egitto             | Partito Comunista Egiziano                                             |
| Finlandia          | Partito Comunista di Finlandia                                         |
| Francia            | Partito Comunista Francese                                             |
| Georgia            | Partito Comunista Unificato della Georgia                              |
| Germania           | Partito Comunista Tedesco                                              |
| Giordania          | Partito Comunista Giordano                                             |
| Grecia             | Partito Comunista di Grecia                                            |
| India              | Partito Comunista d'India                                              |
| India              | Partito Comunista d'India (Marxista)                                   |
| Iran               | Partito Iraniano del Tudeh                                             |
| Iraq               | Partito Comunista Iracheno                                             |
| Irlanda            | Partito dei Lavoratori                                                 |
| Israele            | Partito Comunista di Israele                                           |
| Italia             | Partito della Rifondazione Comunista                                   |
| Lettonia           | Partito Socialista di Lettonia                                         |
| Libano             | Partito Comunista Libanese                                             |
| Macedonia del Nord | Lega dei comunisti di Macedonia                                        |
| Moldavia           | Partito dei Comunisti della Repubblica di Moldavia                     |
| Norvegia           | Partito Comunista di Norvegia                                          |
| Paesi Bassi        | Nuovo Partito Comunista dei Paesi Bassi                                |
| Palestina          | Partito Comunista Palestinese                                          |
| Portogallo         | Partito Comunista Portoghese                                           |
| Regno Unito        | Partito Comunista Britannico                                           |
| Rep. Ceca          | Partito Comunista di Boemia e Moravia                                  |
| Romania            | Partito Comunista Rumeno                                               |
| Russia             | Partito Comunista della Federazione Russa                              |
| Russia             | Partito Comunista Operaio Russo                                        |
| Unione Sovietica   | Unione dei Partiti Comunisti - PCUS                                    |
| Serbia             | Nuovo Partito Comunista di Jugoslavia                                  |
| Siria              | Partito Comunista Siriano (Bakdash)                                    |
| Siria              | Partito Comunista Siriano (Unificato)                                  |
| Slovacchia         | Partito Comunista di Slovacchia                                        |
| Spagna             | Partito Comunista di Spagna                                            |
| Spagna             | Sinistra Unita                                                         |
| Stati Uniti        | Partito Comunista degli Stati Uniti d'America                          |
| Sudan              | Partito Comunista Sudanese                                             |
| Svezia             | Partito Comunista di Svezia                                            |
| Turchia            | Partito del Lavoro                                                     |
| Ucraina            | Partito Comunista dell'Ucraina                                         |
| Ucraina            | Unione dei Comunisti d'Ucraina                                         |
| Ungheria           | Partito Operaio Ungherese                                              |
| Vietnam            | Partito Comunista del Vietnam                                          |

## Storia
Nel 1998 il Partito Comunista di Grecia invitò i partiti comunisti e operai a partecipare ad una conferenza annuale dove poter condividere le proprie esperienze e redigere una dichiarazione congiunta.
La prima Conferenza, convocata sul tema "I partiti comunisti nella situazione attuale", si svolse ad Atene tra il 22 e il 24 maggio 1998, nel centocinquantesimo anniversario della pubblicazione del Manifesto e nell'ottantesimo della fondazione del Partito comunista in Grecia.
Il settimo IMCWP venne ospitato dal Partito Comunista Greco, ad Atene tra il 18 e il 20 novembre 2005. L'ottavo dal Partito Comunista Portoghese a Lisbona tra il 10 e il 12 novembre 2006. Il nono venne organizzato congiuntamente dal Partito Comunista di Bielorussia e dal Partito Comunista della Federazione Russa a Minsk e a Mosca nel novembre 2007. Il decimo dal Partito Comunista del Brasile a San Paolo tra il 21 e il 23 novembre 2008. L'undicesimo è stata organizzata congiuntamente dal Partito Comunista d'India e dal Partito Comunista d'India (Marxista) a Nuova Delhi tra il 20 e il 22 novembre 2009.
Ci sono state inoltre occasioni di incontro straordinarie, come la Conferenza tenutasi a Damasco tra il 28 e il 30 settembre 2009 sul tema "Solidarietà con l'eroica lotta del Popolo Palestinese e degli altri popoli in Medio oriente", e incontri ristretti per regioni geografiche specifiche, come il meeting balcanico tenutosi a Salonicco il 19 dicembre 2009.
Nel 2010 il meeting internazionale si è tenuto tra il 3 e il 5 dicembre a Johannesburg con il tema: «L'aggravamento della crisi sistemica del capitalismo». Il XIII meeting si è tenuto ad Atene nel dicembre 2011 e ha avuto titolo «il Socialismo è il futuro».

## Precedenti
L'Internazionale Comunista operò tra il 1919 e il 1943.
Conclusa l'esperienza del Cominform, in un contesto di forti divergenze ideologiche all'interno del movimento operaio, si tentò di ricostruire l'unità e la collaborazione tra i partiti comunisti attraverso apposite Conferenze internazionali. Nel novembre 1957 si svolse a Mosca la Conferenza dei 76 partiti comunisti e nel novembre 1960 si tenne la Conferenza di Mosca degli 81 partiti comunisti.
Otto anni più tardi a Budapest si tennero i lavori preparatori per la convocazione di una conferenza internazionale aperta a tutti i partiti comunisti e operai definendola una "tappa importante sulla via dell'unità dei comunisti di tutto il mondo sulla base dei principi del marxismo-leninismo e nel giugno 1969 la capitale sovietica ospitò una Conferenza internazionale dei partiti comunisti e operai.